# Liste de sondages sur l'élection présidentielle américaine de 2016
Pour un article plus général, voir Élection présidentielle américaine de 2016.
Cet article dresse une liste de sondages opposant les deux principaux prétendants à la Maison-Blanche en 2016, le républicain Donald Trump et la démocrate Hillary Clinton, depuis leurs nominations officielles par leurs partis respectifs. Il reprend une série d'enquêtes menées à l'échelle nationale ainsi que dans des États pris individuellement. Certains États n'ont pas été interrogés mais davantage d'enquêtes ont été conduites dans les swing states, les États indécis susceptibles de basculer d'un camp à l'autre.

## Échelle nationale
Source: RealClearPolitics
| Source                      | Date de réalisation        | Hillary Clinton | Donald Trump | Différence | Échantillon | Marge d'erreur |
| --------------------------- | -------------------------- | --------------- | ------------ | ---------- | ----------- | -------------- |
| IBD/TIPP                    | 4 au 7 novembre            | 43 %            | 42 %         | 1          | 1 107       | ± 3.1 %        |
| Los Angeles Times/USC       | 1er au 7 novembre          | 44 %            | 47 %         | 3          | 2 935       | ± 4.5 %        |
| Bloomberg                   | 4 au 6 novembre            | 46 %            | 43 %         | 3          | 799         | ± 3.5 %        |
| Washington Post             | 3 au 6 novembre            | 49 %            | 46 %         | 3          | 2 220       | ± 2.5 %        |
| Fox News                    | 3 au 6 novembre            | 48 %            | 44 %         | 4          | 1 295       | ± 2.5 %        |
| Monmouth University         | 3 au 6 novembre            | 50 %            | 44 %         | 6          | 748         | ± 3.6 %        |
| CBS News                    | 2 au 6 novembre            | 47 %            | 43 %         | 4          | 1 426       | ± 3.0 %        |
| Reuters/Ipsos               | 2 au 6 novembre            | 44 %            | 39 %         | 5          | 2 196       | ± 2.3 %        |
| Survey Monkey               | 31 octobre au 6 novembre   | 51 %            | 44 %         | 7          | 30 145      | ± 1.0 %        |
| Wall Street Journal         | 3 au 5 novembre            | 48 %            | 43 %         | 5          | 1 282       | ± 2.7 %        |
| Reuters/Ipsos               | 31 octobre au 4 novembre   | 44 %            | 40 %         | 4          | 2 244       | ± 2.2 %        |
| Marist College              | 1er au 3 novembre          | 46 %            | 44 %         | 2          | 940         | ± 3.2 %        |
| Fox News                    | 1er au 3 novembre          | 46 %            | 45 %         | 1          | 1 107       | ± 3.0 %        |
| Reuters/Ipsos               | 30 octobre au 3 novembre   | 44 %            | 39 %         | 5          | 2 021       | ± 2.5 %        |
| Reuters/Ipsos               | 29 octobre au 2 novembre   | 45 %            | 39 %         | 6          | 1 858       | ± 2.6 %        |
| YouGov                      | 30 octobre au 1er novembre | 48 %            | 43 %         | 5          | 1 233       | ± 3.2 %        |
| New York Times              | 28 octobre au 1er novembre | 47 %            | 43 %         | 4          | 1 333       | ± 3.0 %        |
| Gravis Marketing            | 31 octobre                 | 50 %            | 50 %         | Égalité    | 5 360       | ± 1.3 %        |
| Los Angeles Times/USC       | 25 au 31 octobre           | 43 %            | 47 %         | 4          | 3 145       | ± 4.5 %        |
| Washington Post             | 27 au 30 octobre           | 48 %            | 47 %         | 1          | 1 128       | ± 3.0 %        |
| IBD/TIPP                    | 25 au 30 octobre           | 45 %            | 43 %         | 2          | 1 013       | ± 3.3 %        |
| Survey Monkey               | 24 au 30 octobre           | 51 %            | 44 %         | 7          | 40 816      | ± 1.0 %        |
| Los Angeles Times/USC       | 22 au 28 octobre           | 44 %            | 46 %         | 2          | 3 248       | ± 4.5 %        |
| Washington Post             | 23 au 26 octobre           | 50 %            | 45 %         | 5          | 1 109       | ± 3.0 %        |
| YouGov                      | 22 au 26 octobre           | 49 %            | 46 %         | 3          | 1 209       | ± 3.3 %        |
| Fox News                    | 22 au 25 octobre           | 49 %            | 44 %         | 5          | 1 221       | ± 2.5 %        |
| IBD/TIPP                    | 20 au 25 octobre           | 43 %            | 41 %         | 2          | 921         | ± 3.3 %        |
| Pew Research                | 20 au 25 octobre           | 50 %            | 43 %         | 7          | 2 120       | ± 2.4 %        |
| Los Angeles Times/USC       | 19 au 25 octobre           | 44 %            | 45 %         | 1          | 3 145       | ± 4.5 %        |
| ABC News                    | 21 au 24 octobre           | 51 %            | 43 %         | 8          | 1 119       | ± 3.0 %        |
| Suffolk University          | 20 au 24 octobre           | 49 %            | 39 %         | 10         | 1 000       | ± 3.0 %        |
| Reuters/Ipsos               | 20 au 24 octobre           | 43 %            | 37 %         | 6          | 1 170       | ± 3.3 %        |
| ABC News                    | 20 au 23 octobre           | 53 %            | 41 %         | 12         | 611         | ± 4.5 %        |
| Gravis Marketing            | 20 au 23 octobre           | 50 %            | 50 %         | Égalité    | 2 109       | ± 2.1 %        |
| CNN/Opinion Research Center | 20 au 23 octobre           | 51 %            | 45 %         | 6          | 779         | ± 3.5 %        |
| Survey Monkey               | 17 au 23 octobre           | 50 %            | 44 %         | 6          | 32 255      | ± 1.0 %        |
| Quinnipiac University       | 17 au 18 octobre           | 50 %            | 44 %         | 6          | 1 007       | ± 3.1 %        |
| YouGov                      | 15 au 18 octobre           | 47 %            | 43 %         | 4          | 925         | ± 3.9 %        |
| Fox News                    | 15 au 17 octobre           | 49 %            | 42 %         | 7          | 912         | ± 3.0 %        |
| Bloomberg                   | 14 au 17 octobre           | 50 %            | 41 %         | 9          | 1 006       | ± 3.1 %        |
| Reuters/Ipsos               | 13 au 17 octobre           | 43 %            | 39 %         | 4          | 1 190       | ± 3.3 %        |
| Monmouth University         | 14 au 16 octobre           | 53 %            | 41 %         | 12         | 726         | ± 3.6 %        |
| CBS News                    | 12 au 16 octobre           | 51 %            | 40 %         | 11         | 1 189       | ± 3.0 %        |
| Survey Monkey               | 10 au 16 octobre           | 51 %            | 43 %         | 8          | 24 804      | ± 1.0 %        |
| Los Angeles Times/USC       | 9 au 15 octobre            | 44 %            | 45 %         | 1          | 2 946       | ± 4.5 %        |
| Washington Post             | 10 au 13 octobre           | 50 %            | 46 %         | 4          | 740         | ± 4.0 %        |
| Wall Street Journal         | 10 au 13 octobre           | 51 %            | 41 %         | 10         | 905         | ± 3.3 %        |
| Fox News                    | 10 au 12 octobre           | 49 %            | 41 %         | 8          | 917         | ± 3.0 %        |
| Wall Street Journal         | 8 au 10 octobre            | 50 %            | 40 %         | 10         | 806         | ± 3.5 %        |
| Reuters/Ipsos               | 6 au 10 octobre            | 44 %            | 37 %         | 7          | 2 363       | ± 2.2 %        |
| Los Angeles Times/USC       | 4 au 10 octobre            | 43 %            | 45 %         | 2          | 2 969       | ± 4.5 %        |
| Wall Street Journal         | 8 au 9 octobre             | 52 %            | 38 %         | 14         | 447         | ± 4.6 %        |
| The Atlantic                | 5 au 9 octobre             | 49 %            | 38 %         | 11         | 886         | ± 3.9 %        |
| Survey Monkey               | 3 au 9 octobre             | 51 %            | 44 %         | 7          | 23 329      | ± 1.0 %        |
| YouGov                      | 7 au 8 octobre             | 48 %            | 43 %         | 5          | 971         | ± 4.2 %        |
| Quinnipiac University       | 5 au 6 octobre             | 50 %            | 44 %         | 6          | 1 064       | ± 3.0 %        |
| Fox News                    | 3 au 6 octobre             | 48 %            | 44 %         | 4          | 896         | ± 3.0 %        |
| YouGov                      | 1er au 3 octobre           | 48 %            | 43 %         | 5          | 911         | ± 3.9 %        |
| Reuters/Ipsos               | 29 septembre au 3 octobre  | 44 %            | 37 %         | 7          | 1 239       | ± 3.2 %        |
| Los Angeles Times/USC       | 27 septembre au 3 octobre  | 43 %            | 47 %         | 4          | 2 275       | ± 4.5 %        |
| CBS News                    | 28 septembre au 2 octobre  | 49 %            | 43 %         | 6          | 1 217       | ± 4.0 %        |
| CNN/Opinion Research Center | 28 septembre au 2 octobre  | 51 %            | 45 %         | 6          | 1 213       | ± 3.0 %        |
| Survey Monkey               | 26 septembre au 2 octobre  | 50 %            | 44 %         | 6          | 26 925      | ± 1.0 %        |
| Fox News                    | 27 au 29 septembre         | 49 %            | 44 %         | 5          | 911         | ± 3.0 %        |
| Public Policy Polling       | 27 au 28 septembre         | 49 %            | 45 %         | 4          | 933         | ± 3.2 %        |
| Gravis Marketing            | 27 septembre               | 50 %            | 50 %         | Égalité    | 3 386       | ± 1.7 %        |
| Reuters/Ipsos               | 22 au 26 septembre         | 44 %            | 38 %         | 6          | 1 041       | ± 3.5 %        |
| Los Angeles Times/USC       | 20 au 26 septembre         | 43 %            | 46 %         | 3          | 2 726       | ± 4.5 %        |
| Quinnipiac University       | 22 au 25 septembre         | 47 %            | 46 %         | 1          | 1 115       | ± 2.9 %        |
| Monmouth University         | 22 au 25 septembre         | 49 %            | 46 %         | 3          | 729         | ± 3.6 %        |
| Survey Monkey               | 19 au 25 septembre         | 51 %            | 44 %         | 7          | 13 598      | ± 1.1 %        |
| Bloomberg                   | 22 au 24 septembre         | 48 %            | 44 %         | 4          | 948         | ± 3.8 %        |
| Bloomberg                   | 21 au 24 septembre         | 46 %            | 46 %         | Égalité    | 1 002       | ± 3.1 %        |
| Washington Post             | 19 au 22 septembre         | 49 %            | 47 %         | 2          | 651         | ± 4.5 %        |
| Marist College              | 15 au 20 septembre         | 48 %            | 41 %         | 7          | 758         | ± 3.6 %        |
| YouGov                      | 18 au 19 septembre         | 45 %            | 44 %         | 1          | 936         | ± 4.0 %        |
| Wall Street Journal         | 16 au 19 septembre         | 48 %            | 41 %         | 7          | 922         | ± 3.2 %        |
| Reuters/Ipsos               | 15 au 19 septembre         | 39 %            | 39 %         | Égalité    | 1 111       | ± 3.4 %        |
| Los Angeles Times/USC       | 13 au 19 septembre         | 42 %            | 47 %         | 5          | 2 524       | ± 4.5 %        |
| Survey Monkey               | 12 au 18 septembre         | 50 %            | 45 %         | 5          | 13 320      | ± 1.2 %        |
| Fox News                    | 11 au 14 septembre         | 45 %            | 46 %         | 1          | 867         | ± 3.0 %        |
| YouGov                      | 10 au 13 septembre         | 46 %            | 44 %         | 2          | 926         | ± 4.0 %        |
| New York Times              | 9 au 13 septembre          | 46 %            | 44 %         | 2          | 1 433       | ± 3.0 %        |
| Quinnipiac University       | 8 au 13 septembre          | 48 %            | 43 %         | 5          | 960         | ± 3.2 %        |
| Reuters/Ipsos               | 8 au 12 septembre          | 40 %            | 39 %         | 1          | 1 127       | ± 3.3 %        |
| Los Angeles Times/USC       | 5 au 11 septembre          | 44 %            | 44 %         | Égalité    | 2 596       | ± 4.5 %        |
| Survey Monkey               | 5 au 11 septembre          | 48 %            | 44 %         | 4          | 16 220      | ± 1.1 %        |
| Washington Post             | 5 au 8 septembre           | 51 %            | 43 %         | 8          | 642         | ± 4.5 %        |
| YouGov                      | 4 au 6 septembre           | 44 %            | 42 %         | 2          | 955         | ± 4.7 %        |
| Reuters/Ipsos               | 1er au 5 septembre         | 40 %            | 38 %         | 2          | 1 084       | ± 3.5 %        |
| CNN/Opinion Research Center | 1er au 4 septembre         | 48 %            | 49 %         | 1          | 786         | ± 3.5 %        |
| Survey Monkey               | 29 août au 4 septembre     | 48 %            | 42 %         | 6          | 32 226      | ± 1.0 %        |
| IBD/TIPP                    | 26 août au 1er septembre   | 44 %            | 43 %         | 1          | 861         | ± 3.4 %        |
| YouGov                      | 27 au 29 août              | 47 %            | 42 %         | 5          | 1 119       | ± 4.0 %        |
| Reuters/Ipsos               | 25 au 29 août              | 40 %            | 39 %         | 1          | 1 404       | ± 3.0 %        |
| Suffolk University          | 24 au 29 août              | 48 %            | 41 %         | 7          | 1 000       | ± 3.0 %        |
| Fox News                    | 28 au 30 août              | 48 %            | 42 %         | 6          | 1 011       | ± 3.0 %        |
| Public Policy Polling       | 26 au 28 août              | 48 %            | 43 %         | 5          | 881         | ± 3.3 %        |
| Monmouth University         | 25 au 28 août              | 49 %            | 42 %         | 7          | 689         | ± 3.7 %        |
| Survey Monkey               | 22 au 28 août              | 48 %            | 42 %         | 6          | 24 104      | ± 1.0 %        |
| Los Angeles Times/USC       | 22 au 28 août              | 44 %            | 44 %         | Égalité    | 2 460       | ± 4.5 %        |
| Reuters/Ipsos               | 20 au 24 août              | 42 %            | 35 %         | 7          | 1 049       | ± 3.5 %        |
| Quinnipiac University       | 18 au 24 août              | 51 %            | 41 %         | 10         | 1 498       | ± 2.5 %        |
| YouGov                      | 19 au 23 août              | 47 %            | 44 %         | 3          | 906         | ± 4.1 %        |
| Survey Monkey               | 15 au 21 août              | 50 %            | 42 %         | 8          | 17 459      | ± 1.1 %        |
| Reuters/Ipsos               | 13 au 17 août              | 41 %            | 36 %         | 5          | 1 049       | ± 3.5 %        |
| YouGov                      | 14 au 16 août              | 47 %            | 41 %         | 6          | 911         | ± 4.2 %        |
| Gravis Marketing            | 15 août                    | 54 %            | 46 %         | 8          | 1 143       | ± 2.9 %        |
| Survey Monkey               | 8 au 14 août               | 50 %            | 41 %         | 9          | 15 179      | ± 1.2 %        |
| Reuters/Ipsos               | 6 au 10 août               | 42 %            | 36 %         | 6          | 974         | ± 3.5 %        |
| YouGov                      | 6 au 9 août                | 48 %            | 41 %         | 7          | 911         | ± 4.2 %        |
| Bloomberg                   | 5 au 8 août                | 50 %            | 44 %         | 6          | 749         | ± 3.6 %        |
| Survey Monkey               | 1er au 7 août              | 51 %            | 41 %         | 10         | 11 480      | ± 1.2 %        |
| Washington Post             | 1er au 4 août              | 50 %            | 42 %         | 8          | 815         | ± 4.0 %        |
| IBD/TIPP                    | 29 juillet au 4 août       | 46 %            | 39 %         | 7          | 851         | ± 3.4 %        |
| Marist College              | 1er au 3 août              | 48 %            | 33 %         | 15         | 983         | ± 3.1 %        |
| Wall Street Journal         | 31 juillet au 3 août       | 47 %            | 38 %         | 9          | 800         | ± 3.5 %        |
| Reuters/Ipsos               | 30 juillet au 3 août       | 43 %            | 39 %         | 4          | 1 072       | ± 3.5 %        |
| Fox News                    | 31 juillet au 2 août       | 49 %            | 39 %         | 10         | 1 022       | ± 3.0 %        |
| YouGov                      | 30 juillet au 1er août     | 46 %            | 43 %         | 3          | 933         | ± 4.1 %        |
| CBS News                    | 29 au 31 juillet           | 47 %            | 41 %         | 6          | 1 131       | ± 3.0 %        |
| CNN/Opinion Research Center | 29 au 31 juillet           | 52 %            | 43 %         | 8          | 894         | ± 3.5 %        |
| Public Policy Polling       | 29 au 30 juillet           | 50 %            | 45 %         | 5          | 1 276       | ± 2.7 %        |

## Échelle locale

### Alabama
9 grands électeurs
Républicain en 2008 (60 % - 39 %) 
 Républicain en 2012 (61 % - 38 %)
Vainqueur: Donald Trump (62 % - 34 %)

### Alaska
3 grands électeurs
Républicain en 2008 (59 % - 38 %) 
 Républicain en 2012 (55 % - 41 %)
Vainqueur: Donald Trump (51 % - 37 %)
Source: RealClearPolitics
| Source            | Date de réalisation | Hillary Clinton | Donald Trump | Différence | Échantillon | Marge d'erreur |
| ----------------- | ------------------- | --------------- | ------------ | ---------- | ----------- | -------------- |
| Moore Information | 5 au 6 octobre      | 34 %            | 37 %         | 3          | 500         | ± 4.0 %        |
| Moore Information | 13 au 15 septembre  | 31 %            | 39 %         | 8          | 500         | ± 4.0 %        |

### Arizona
11 grands électeurs
Républicain en 2008 (53 % - 45 %) 
 Républicain en 2012 (53 % - 44 %)
Vainqueur: Donald Trump (49 % - 45 %)
Source: RealClearPolitics
| Source                      | Date de réalisation        | Hillary Clinton | Donald Trump | Différence | Échantillon | Marge d'erreur |
| --------------------------- | -------------------------- | --------------- | ------------ | ---------- | ----------- | -------------- |
| Marist College              | 30 octobre au 1er novembre | 41 %            | 46 %         | 5          | 719         | ± 3.7 %        |
| CNN/Opinion Research Center | 27 octobre au 1er novembre | 46 %            | 51 %         | 5          | 769         | ± 3.5 %        |
| Emerson College             | 28 au 31 octobre           | 43 %            | 47 %         | 4          | 700         | ± 3.6 %        |
| YouGov                      | 26 au 28 octobre           | 42 %            | 44 %         | 2          | 994         | ± 4.3 %        |
| Monmouth University         | 21 au 24 octobre           | 45 %            | 46 %         | 1          | 401         | ± 4.9 %        |
| Emerson College             | 2 au 4 octobre             | 44 %            | 42 %         | 2          | 600         | ± 3.9 %        |
| OH Predictive Insights      | 28 au 30 septembre         | 42 %            | 42 %         | Égalité    | 718         | ± 3.7 %        |
| Marist College              | 6 au 8 septembre           | 41 %            | 42 %         | 1          | 649         | ± 3.8 %        |
| Arizona Republic            | 17 au 31 août              | 35 %            | 34 %         | 1          | 704         | ± 3.3 %        |
| Gravis Marketing            | 27 août                    | 40 %            | 44 %         | 4          | 1 244       | ± 2.8 %        |
| OH Predictive Insights      | 25 au 27 août              | 40 %            | 39 %         | 1          | 728         | ± 3.6 %        |
| CNN/Opinion Research Center | 18 au 23 août              | 45 %            | 49 %         | 4          | 809         | ± 3.5 %        |
| YouGov                      | 2 au 5 août                | 42 %            | 44 %         | 2          | 1 095       | ± 4.8 %        |

### Arkansas
6 grands électeurs
Républicain en 2008 (59 % - 39 %) 
 Républicain en 2012 (61 % - 37 %)
Vainqueur: Donald Trump (61 % - 34 %)
Source: RealClearPolitics
| Source            | Date de réalisation | Hillary Clinton | Donald Trump | Différence | Échantillon | Marge d'erreur |
| ----------------- | ------------------- | --------------- | ------------ | ---------- | ----------- | -------------- |
| The Arkansas Poll | 18 au 25 octobre    | 31 %            | 51 %         | 20         | 585         | ± 4.1 %        |
| Hendrix College   | 21 octobre          | 33 %            | 56 %         | 23         | 463         | ± 4.6 %        |
| Hendrix College   | 15 au 17 septembre  | 34 %            | 55 %         | 21         | 831         | ± 3.4 %        |
| Emerson College   | 9 au 13 septembre   | 29 %            | 57 %         | 28         | 600         | ± 3.9 %        |

### Californie
55 grands électeurs
Démocrate en 2008 (61 % - 37 %) 
 Démocrate en 2012 (60 % - 37 %)
Vainqueur: Hillary Clinton (62 % - 32 %)
Source: RealClearPolitics
| Source                                | Date de réalisation | Hillary Clinton | Donald Trump | Différence | Échantillon | Marge d'erreur |
| ------------------------------------- | ------------------- | --------------- | ------------ | ---------- | ----------- | -------------- |
| SurveyUSA                             | 28 au 31 octobre    | 56 %            | 35 %         | 21         | 747         | ± 3.6 %        |
| Public Policy Institute of California | 14 au 23 octobre    | 54 %            | 28 %         | 26         | 1 024       | ± 4.3 %        |
| SurveyUSA                             | 13 au 15 octobre    | 56 %            | 30 %         | 26         | 725         | ± 3.7 %        |
| SurveyUSA                             | 27 au 28 septembre  | 59 %            | 33 %         | 26         | 732         | ± 3.6 %        |
| Public Policy Institute of California | 9 au 18 septembre   | 47 %            | 31 %         | 16         | 1 055       | ± 4.5 %        |
| SurveyUSA                             | 8 au 11 septembre   | 57 %            | 32 %         | 25         | 678         | ± 3.8 %        |

### Caroline du Nord
15 grands électeurs
Démocrate en 2008 (50 % - 49 %) 
 Républicain en 2012 (50 % - 48 %)
Vainqueur: Donald Trump (50 % - 46 %)
Source: RealClearPolitics
| Source                                     | Date de réalisation        | Hillary Clinton | Donald Trump | Différence | Échantillon | Marge d'erreur |
| ------------------------------------------ | -------------------------- | --------------- | ------------ | ---------- | ----------- | -------------- |
| Siena College                              | 4 au 6 novembre            | 44 %            | 44 %         | Égalité    | 800         | ± 3.5 %        |
| Quinnipiac University                      | 3 au 6 novembre            | 48 %            | 45 %         | 3          | 870         | ± 3.3 %        |
| Gravis Marketing                           | 1er au 4 novembre          | 46 %            | 45 %         | 1          | 1 250       | ± 2.8 %        |
| Trafalgar Group                            | 27 octobre au 1er novembre | 44 %            | 49 %         | 5          | 1 150       | ± 2.9 %        |
| Quinnipiac University                      | 27 octobre au 1er novembre | 48 %            | 46 %         | 2          | 602         | ± 4.0 %        |
| SurveyUSA                                  | 28 au 31 octobre           | 44 %            | 51 %         | 7          | 659         | ± 3.9 %        |
| Remington Research                         | 28 au 31 octobre           | 45 %            | 47 %         | 2          | 1 176       | ± 2.9 %        |
| YouGov                                     | 26 au 28 octobre           | 48 %            | 45 %         | 3          | 992         | ± 4.1 %        |
| Emerson College                            | 26 au 27 octobre           | 48 %            | 45 %         | 3          | 650         | ± 3.8 %        |
| Elon University                            | 23 au 27 octobre           | 44 %            | 44 %         | Égalité    | 710         | ± 3.7 %        |
| Marist College                             | 25 au 26 octobre           | 47 %            | 41 %         | 6          | 780         | ± 3.5 %        |
| Gravis Marketing                           | 25 au 26 octobre           | 49 %            | 47 %         | 2          | 1 273       | ± 2.8 %        |
| Quinnipiac University                      | 20 au 26 octobre           | 50 %            | 44 %         | 6          | 702         | ± 3.6 %        |
| Siena College                              | 20 au 23 octobre           | 49 %            | 41 %         | 8          | 792         | ± 3.5 %        |
| Monmouth University                        | 20 au 23 octobre           | 47 %            | 46 %         | 1          | 402         | ± 4.9 %        |
| Public Policy Polling                      | 21 au 22 octobre           | 49 %            | 46 %         | 3          | 875         | ± 3.3 %        |
| Remington Research                         | 20 au 22 octobre           | 44 %            | 47 %         | 3          | 1 764       | ± 2.3 %        |
| Civitas Institute North Carolina           | 14 au 17 octobre           | 45 %            | 43 %         | 2          | 600         | ± 4.0 %        |
| SurveyUSA                                  | 14 au 16 octobre           | 48 %            | 46 %         | 2          | 651         | ± 3.9 %        |
| CNN/Opinion Research Center                | 10 au 15 octobre           | 50 %            | 48 %         | 2          | 788         | ± 3.5 %        |
| Marist College                             | 10 au 12 octobre           | 48 %            | 43 %         | 5          | 743         | ± 3.6 %        |
| Sufflok University                         | 10 au 12 octobre           | 45              | 43 %         | 2          | 500         | ± 4.4 %        |
| Emerson College                            | 10 au 12 octobre           | 46 %            | 42 %         | 4          | 600         | ± 3.9 %        |
| High Point University                      | 1er au 6 octobre           | 43 %            | 42 %         | 1          | 479         | ± 4.5 %        |
| SurveyUSA                                  | 29 septembre au 3 octobre  | 46 %            | 44 %         | 2          | 656         | ± 3.9 %        |
| Bloomberg                                  | 29 septembre au 2 octobre  | 46 %            | 45 %         | 1          | 805         | ± 3.5 %        |
| Quinnipiac University                      | 27 septembre au 2 octobre  | 49 %            | 46 %         | 3          | 535         | ± 4.2 %        |
| Elon University                            | 27 au 30 septembre         | 45 %            | 39 %         | 6          | 660         | ± 3.8 %        |
| Gravis Marketing                           | 23 septembre               | 44 %            | 43 %         | 1          | 694         | ± 3.7 %        |
| High Point University                      | 17 au 22 septembre         | 43 %            | 42 %         | 1          | 404         | ± 4.9 %        |
| Fox News                                   | 18 au 20 septembre         | 42 %            | 47 %         | 5          | 737         | ± 3.5 %        |
| Public Policy Polling                      | 18 au 20 septembre         | 47%             | 47 %         | Égalité    | 1 024       | ± 3.1 %        |
| Siena College                              | 16 au 19 septembre         | 45 %            | 43 %         | 2          | 782         | ± 3.6 %        |
| Elon University                            | 12 au 16 septembre         | 43 %            | 44 %         | 1          | 644         | ± 3.9 %        |
| Civitas Institute North Carolina           | 11 au 12 septembre         | 42 %            | 42 %         | Égalité    | 600         | ± 4.0 %        |
| Sufflok University                         | 5 au 7 septembre           | 41 %            | 44 %         | 3          | 500         | ± 4.4 %        |
| Quinnipiac University                      | 29 août au 7 septembre     | 47 %            | 43 %         | 4          | 751         | ± 3.6 %        |
| YouGov                                     | 30 août au 2 septembre     | 46 %            | 42 %         | 4          | 1 088       | ± 4.0%         |
| Emerson College                            | 27 au 29 août              | 43 %            | 45 %         | 2          | 800         | ± 3.4 %        |
| Monmouth University                        | 20 au 23 août              | 44 %            | 42 %         | 2          | 401         | ± 4.9 %        |
| CNN/Opinion Research Center                | 18 au 23 août              | 48 %            | 47 %         | 1          | 803         | ± 3.5 %        |
| Gravis Marketing                           | 15 au 17 août              | 44 %            | 43 %         | 1          | 723         | ± 3.6 %        |
| Marit College                              | 4 au 10 août               | 48 %            | 39 %         | 9          | 921         | ± 3.2 %        |
| Public Policy Polling                      | 5 au 7 août                | 47 %            | 46 %         | 1          | 830         | ± 3.4 %        |
| Civitas Institute North Carolina/SurveyUSA | 31 juillet au 2 août       | 42 %            | 46 %         | 4          | 400         | ± 5.0 %        |

### Caroline du Sud
9 grands électeurs
Républicain en 2008 (54 % - 45 %) 
 Républicain en 2012 (55 % - 44 %)
Vainqueur: Donald Trump (55 % - 41 %)
Source: RealClearPolitics
| Source                | Date de réalisation | Hillary Clinton | Donald Trump | Différence | Échantillon | Marge d'erreur |
| --------------------- | ------------------- | --------------- | ------------ | ---------- | ----------- | -------------- |
| Winthrop University   | 18 au 26 septembre  | 38 %            | 42 %         | 4          | 475         | ± 4.5 %        |
| Trafalgar Group       | 6 au 12 septembre   | 38 %            | 53 %         | 15         | 1 247       | ± 2.8 %        |
| Gravis Marketing      | 15 au 17 août       | 42 %            | 46 %         | 4          | 768         | ± 3.5 %        |
| Public Policy Polling | 9 au 10 août        | 39 %            | 41 %         | 2          | 1 290       | ± 2.7 %        |

### Colorado
9 grands électeurs
Démocrate en 2008 (54 % - 45 %) 
 Démocrate en 2012 (51 % - 46 %)
Vainqueur: Hillary Clinton (48 % - 43 %)
Source: RealClearPolitics
| Source                      | Date de réalisation       | Hillary Clinton | Donald Trump | Différence | Échantillon | Marge d'erreur |
| --------------------------- | ------------------------- | --------------- | ------------ | ---------- | ----------- | -------------- |
| Public Policy Polling       | 3 au 4 novembre           | 50 %            | 45 %         | 5          | 704         | ± 3.7 %        |
| Keating Research            | 2 au 3 novembre           | 43 %            | 38 %         | 5          | 605         | ± 4.0 %        |
| Trafalgar Group             | 31 octobre au 3 novembre  | 45 %            | 44 %         | 1          | 1 150       | ± 3.0 %        |
| Gravis Marketing            | 1er au 2 novembre         | 40 %            | 40 %         | Égalité    | 1 125       | ± 2.9 %        |
| Magellan Strategies         | 1er au 2 novembre         | 44 %            | 38 %         | 6          | 500         | ± 4.4 %        |
| University of Denver        | 29 au 31 octobre          | 42 %            | 41 %         | 1          | 550         | ± 4.2 %        |
| Emerson College             | 28 au 31 octobre          | 44 %            | 41 %         | 3          | 750         | ± 3.5 %        |
| Remington Research          | 30 octobre                | 45 %            | 44 %         | 1          | 1 176       | ± 2.9 %        |
| YouGov                      | 26 au 28 octobre          | 42 %            | 39 %         | 3          | 997         | ± 4.1 %        |
| Remington Research          | 20 au 22 octobre          | 45 %            | 43 %         | 2          | 1 581       | ± 2.5 %        |
| Quinnipiac University       | 10 au 16 octobre          | 51 %            | 40 %         | 11         | 685         | ± 3.7 %        |
| Gravis Marketing            | 12 au 13 octobre          | 44 %            | 39 %         | 5          | 1 226       | ± 2.8 %        |
| Magellan Strategies         | 12 au 13 octobre          | 40 %            | 35 %         | 5          | 500         | ± 4.4 %        |
| Gravis Marketing            | 3 au 4 octobre            | 40 %            | 40 %         | Égalité    | 1 246       | ± 2.8 %        |
| Monmouth University         | 29 septembre au 2 octobre | 49 %            | 38 %         | 11         | 400         | ± 4.9 %        |
| Keating Research            | 27 au 29 septembre        | 44 %            | 33 %         | 11         | 602         | ± 4.0 %        |
| Gravis Marketing            | 22 au 23 septembre        | 37 %            | 41 %         | 4          | 799         | ± 3.5 %        |
| CNN/Opinion Research Center | 20 au 25 septembre        | 49 %            | 47 %         | 2          | 784         | ± 3.5 %        |
| YouGov                      | 21 au 23 septembre        | 40 %            | 39 %         | 1          | 991         | ± 4.4 %        |
| Quinnipiac University       | 13 au 21 septembre        | 47 %            | 47 %         | Égalité    | 612         | ± 4.0 %        |
| Rocky Mountain PBS          | 14 au 18 septembre        | 44 %            | 35 %         | 9          | 350         | ± 6.3 %        |
| Emerson College             | 9 au 13 septembre         | 38 %            | 42 %         | 4          | 600         | ± 3.9 %        |
| Magellan Strategies         | 29 au 31 août             | 41 %            | 36 %         | 5          | 500         | ± 4.4 %        |
| Quinnipiac University       | 9 au 16 août              | 49 %            | 39 %         | 10         | 830         | ± 3.4 %        |
| Marist College              | 4 au 10 août              | 46 %            | 32 %         | 14         | 899         | ± 3.3 %        |

### Connecticut
7 grands électeurs
Démocrate en 2008 (61 % - 38 %) 
 Démocrate en 2012 (58 % - 41 %)
Vainqueur: Hillary Clinton (55 % - 41 %)
Source: RealClearPolitics
| Source          | Date de réalisation | Hillary Clinton | Donald Trump | Différence | Échantillon | Marge d'erreur |
| --------------- | ------------------- | --------------- | ------------ | ---------- | ----------- | -------------- |
| Emerson College | 2 au 5 septembre    | 50 %            | 35 %         | 15         | 1 000       | ± 3.0 %        |

### Dakota du Nord
3 grands électeurs
Républicain en 2008 (53 % - 45 %) 
 Républicain en 2012 (58 % - 39 %)
Vainqueur: Donald Trump (63 % - 27 %)

### Dakota du Sud
3 grands électeurs
Républicain en 2008 (53 % - 45 %) 
 Républicain en 2012 (58 % - 40 %)
Vainqueur: Donald Trump (62 % - 32 %)
Source: RealClearPolitics
| Source             | Date de réalisation | Hillary Clinton | Donald Trump | Différence | Échantillon | Marge d'erreur |
| ------------------ | ------------------- | --------------- | ------------ | ---------- | ----------- | -------------- |
| Nielson Brothers   | 24 au 26 octobre    | 35 %            | 49 %         | 14         | 600         | ± 4.0 %        |
| Remington Research | 19 au 21 octobre    | 37 %            | 48 %         | 11         | 1 115       | ± 2.9 %        |
| Mason-Dixon        | 18 au 20 octobre    | 37 %            | 44 %         | 7          | 400         | ± 5.0 %        |

### Delaware
3 grands électeurs
Démocrate en 2008 (62 % - 37 %) 
 Démocrate en 2012 (59 % - 40 %)
Vainqueur: Hillary Clinton (53 % - 42 %)
Source: RealClearPolitics
| Source              | Date de réalisation | Hillary Clinton | Donald Trump | Différence | Échantillon | Marge d'erreur |
| ------------------- | ------------------- | --------------- | ------------ | ---------- | ----------- | -------------- |
| University Delaware | 16 au 28 septembre  | 51 %            | 30 %         | 21         | 762         | ± 4.1 %        |

### Floride
29 grands électeurs
Démocrate en 2008 (51 % - 48 %) 
 Démocrate en 2012 (50 % - 49 %)
Vainqueur: Donald Trump (49 % - 48 %)
Source: RealClearPolitics
| Source                      | Date de réalisation       | Hillary Clinton | Donald Trump | Différence | Échantillon | Marge d'erreur |
| --------------------------- | ------------------------- | --------------- | ------------ | ---------- | ----------- | -------------- |
| Trafalgar Group             | 6 novembre                | 46 %            | 50 %         | 4          | 1 100       | ± 2.9 %        |
| Opinion Savvy               | 5 au 6 novembre           | 48 %            | 46 %         | 2          | 853         | ± 3.4 %        |
| Quinnipiac University       | 3 au 6 novembre           | 46 %            | 46 %         | Égalité    | 884         | ± 3.3 %        |
| YouGov                      | 2 au 4 novembre           | 45 %            | 45 %         | Égalité    | 1 188       | ± 3.6 %        |
| Remington Research          | 1er au 2 novembre         | 45 %            | 48 %         | 3          | 2 352       | ± 2.0 %        |
| Gravis Marketing            | 1er au 2 novembre         | 46 %            | 45 %         | 1          | 1 220       | ± 2.8 %        |
| Opinion Savvy               | 1er au 2 novembre         | 49 %            | 45 %         | 4          | 603         | ± 4.0 %        |
| Quinnipiac University       | 27 octobre - 1er novembre | 47 %            | 45 %         | 2          | 626         | ± 3.9 %        |
| CNN/Opinion Research Center | 27 octobre - 1er novembre | 50 %            | 49 %         | 1          | 773         | ± 3.5 %        |
| Gravis Marketing            | 31 octobre                | 51 %            | 49 %         | 2          | 1 195       | ± 2.2 %        |
| Trafalgar Group             | 27 au 31 octobre          | 45 %            | 49 %         | 4          | 1 150       | ± 2.9 %        |
| Remington Research          | 30 octobre                | 44 %            | 48 %         | 4          | 989         | ± 3.1 %        |
| Emerson College             | 26 au 27 octobre          | 46 %            | 45 %         | 1          | 500         | ± 4.3 %        |
| Siena College               | 25 au 27 octobre          | 45 %            | 48 %         | 3          | 814         | ± 3.4 %        |
| Marist College              | 25 au 26 octobre          | 45 %            | 44 %         | 1          | 779         | ± 3.5 %        |
| Dixie Strategies            | 25 au 26 octobre          | 42 %            | 46 %         | 4          | 698         | ± 3.7 %        |
| Gravis Marketing            | 25 au 26 octobre          | 48 %            | 47 %         | 1          | 1 301       | ± 2.7 %        |
| University of North Florida | 20 au 25 octobre          | 46 %            | 44 %         | 2          | 819         | ± 3.4 %        |
| Bloomberg                   | 21 au 24 octobre          | 45 %            | 46 %         | 1          | 953         | ± 3.2 %        |
| SurveyUSA                   | 20 au 24 octobre          | 48 %            | 45 %         | 3          | 1 251       | ± 2.8 %        |
| Florida Atlantic University | 21 au 23 octobre          | 46 %            | 43 %         | 3          | 500         | ± 4.3 %        |
| Remington Research          | 20 au 22 octobre          | 46 %            | 46 %         | Égalité    | 1 646       | ± 2.4 %        |
| YouGov                      | 20 au 21 octobre          | 46 %            | 43 %         | 3          | 1 042       | ± 3.6 %        |
| Opinion Savvy               | 20 octobre                | 49 %            | 45 %         | 4          | 538         | ± 4.2 %        |
| Quinnipiac University       | 10 au 16 octobre          | 49 %            | 45 %         | 4          | 660         | ± 3.8 %        |
| Public Policy Polling       | 12 au 13 octobre          | 49 %            | 44 %         | 5          | 985         | ± 3.1 %        |
| Gravis Marketing            | 11 au 13 octobre          | 46 %            | 42 %         | 4          | 1 799       | ± 2.3 %        |
| Opinion Savvy               | 10 au 11 octobre          | 47 %            | 43 %         | 4          | 533         | ± 4.2 %        |
| Marist College              | 3 au 5 octobre            | 46 %            | 44 %         | 2          | 700         | ± 3.7 %        |
| Gravis Marketing            | 4 octobre                 | 47 %            | 45 %         | 2          | 821         | ± 3.4 %        |
| Emerson College             | 2 au 4 octobre            | 44 %            | 45 %         | 1          | 600         | ± 3.9 %        |
| University of North Florida | 27 septembre au 4 octobre | 47 %            | 40 %         | 7          | 661         | ± 3.8 %        |
| Quinnipiac University       | 27 septembre au 2 octobre | 49 %            | 44 %         | 5          | 545         | ± 4.2 %        |
| Opinion Savvy               | 28 au 29 septembre        | 47 %            | 46 %         | 1          | 619         | ± 4.0 %        |
| Mason-Dixon                 | 27 au 29 septembre        | 46 %            | 42 %         | 4          | 820         | ± 3.5 %        |
| Suffolk University          | 19 au 21 septembre        | 44 %            | 45 %         | 1          | 500         | ± 4.4 %        |
| Florida Chamber of Commerce | 15 au 20 septembre        | 45 %            | 42 %         | 3          | 617         | ± 4.0 %        |
| Monmouth University         | 16 au 19 septembre        | 46 %            | 41 %         | 5          | 400         | ± 4.9 %        |
| Siena College               | 10 au 14 septembre        | 43 %            | 43 %         | Égalité    | 867         | ± 3.3 %        |
| CNN/Opinion Research Center | 7 au 12 septembre         | 46 %            | 50 %         | 4          | 788         | ± 3.5 %        |
| YouGov                      | 7 au 9 septembre          | 44 %            | 42 %         | 2          | 1 193       | ± 3.5 %        |
| JMC Analytics               | 7 au 8 septembre          | 42 %            | 46 %         | 4          | 781         | ± 3.5 %        |
| Public Policy Polling       | 4 au 6 septembre          | 47 %            | 46 %         | 1          | 744         | ± 3.6 %        |
| Quinnipiac University       | 29 août au 7 septembre    | 47 %            | 47 %         | Égalité    | 761         | ± 3.6 %        |
| Mason-Dixon                 | 22 au 24 août             | 44 %            | 42 %         | 2          | 625         | ± 4.0 %        |
| Florida Atlantic University | 19 au 22 août             | 41 %            | 43 %         | 2          | 1 200       | ± 2.7 %        |
| Florida Chamber of Commerce | 17 au 22 août             | 43 %            | 44 %         | 1          | 608         | ± 4.0 %        |
| Monmouth University         | 12 au 15 août             | 48 %            | 39 %         | 9          | 402         | ± 4.9 %        |
| YouGov                      | 10 au 12 août             | 45 %            | 40 %         | 5          | 1 194       | ± 3.6 %        |
| Opinion Savvy               | 10 août                   | 45 %            | 44 %         | 1          | 622         | ± 4.0 %        |
| Marist College              | 4 au 10 août              | 44 %            | 39 %         | 5          | 862         | ± 3.3 %        |
| Quinnipiac University       | 30 juillet au 7 août      | 46 %            | 45 %         | 1          | 1 056       | ± 3.0 %        |
| Sufflok University          | 1er au 3 août             | 48 %            | 42 %         | 6          | 500         | ± 4.4 %        |

### Géorgie
16 grands électeurs
Républicain en 2008 (52 % - 47 %) 
 Républicain en 2012 (53 % - 45 %)
Vainqueur: Donald Trump (51 % - 46 %)
Source: RealClearPolitics
| Source                       | Date de réalisation        | Hillary Clinton | Donald Trump | Différence | Échantillon | Marge d'erreur |
| ---------------------------- | -------------------------- | --------------- | ------------ | ---------- | ----------- | -------------- |
| Landmark Communications      | 6 novembre                 | 46 %            | 49 %         | 3          | 1 200       | ± 2.8 %        |
| Trafalgar Group              | 6 novembre                 | 45 %            | 52 %         | 7          | 1 250       | ± 2.8 %        |
| Landmark Communications      | 2 au 3 novembre            | 46 %            | 48 %         | 2          | 1 000       | ± 3.1 %        |
| Opinion Savvy                | 2 au 3 novembre            | 45 %            | 49 %         | 4          | 538         | ± 4.2 %        |
| Marist College               | 30 octobre au 1er novembre | 46 %            | 47 %         | 1          | 707         | ± 3.7 %        |
| Emerson College              | 28 au 31 octobre           | 42 %            | 51 %         | 9          | 650         | ± 3.8 %        |
| SurveyUSA                    | 25 au 27 octobre           | 42 %            | 49 %         | 7          | 593         | ± 4.2 %        |
| Quinnipiac University        | 20 au 26 octobre           | 46 %            | 46 %         | Égalité    | 707         | ± 3.7 %        |
| Landmark Communications      | 20 octobre                 | 43 %            | 47 %         | 4          | 600         | ± 4.0 %        |
| Opinion Savvy                | 20 octobre                 | 46 %            | 50 %         | 4          | 570         | ± 4.1 %        |
| Atlanta Journal-Constitution | 17 au 20 octobre           | 42 %            | 44 %         | 2          | 839         | ± 4.3 %        |
| Landmark Communications      | 11 au 12 octobre           | 42 %            | 48 %         | 6          | 1 400       | ± 2.7 %        |
| Landmark Communications      | 21 au 22 septembre         | 43 %            | 47 %         | 4          | 600         | ± 4.0 %        |
| JMC Analytics                | 20 au 22 septembre         | 38 %            | 44 %         | 6          | 600         | ± 4.0 %        |
| Quinnipiac University        | 13 au 21 septembre         | 44 %            | 50 %         | 6          | 659         | ± 3.9 %        |
| Monmouth University          | 15 au 18 septembre         | 42 %            | 45 %         | 3          | 401         | ± 4.9 %        |
| Opinion Savvy                | 14 septembre               | 42 %            | 46 %         | 4          | 568         | ± 4.1 %        |
| Emerson College              | 9 au 13 septembre          | 39 %            | 45 %         | 6          | 600         | ± 3.9 %        |
| Marist College               | 6 au 8 septembre           | 43 %            | 46 %         | 3          | 649         | ± 3.8 %        |
| Opinion Savvy                | 17 août                    | 43 %            | 43 %         | Égalité    | 730         | ± 3.6 %        |
| YouGov                       | 10 au 12 août              | 41 %            | 45 %         | 4          | 990         | ± 4.3 %        |
| Gravis Marketing             | 4 au 8 août                | 44 %            | 45 %         | 1          | 1 604       | ± 2.5 %        |
| JMC Analytics                | 6 au 7 août                | 44 %            | 37 %         | 7          | 615         | ± 4.0 %        |
| Atlanta Journal-Constitution | 1er au 4 août              | 44 %            | 40 %         | 4          | 847         | ± 4.0 %        |
| Landmark Communications      | 31 juillet                 | 45 %            | 45 %         | Égalité    | 787         | ± 4.0 %        |
| SurveyUSA                    | 29 au 31 juillet           | 42 %            | 46 %         | 4          | 628         | ± 4.0 %        |

### Hawaï
4 grands électeurs
Démocrate en 2008 (72 % - 27 %) 
 Démocrate en 2012 (71 % - 28 %)
Vainqueur: Hillary Clinton (62 % - 30 %)

### Idaho
4 grands électeurs
Républicain en 2008 (61 % - 36 %) 
 Républicain en 2012 (64 % - 32 %)
Vainqueur: Donald Trump (59 % - 28 %)
Source: RealClearPolitics
| Source                | Date de réalisation       | Hillary Clinton | Donald Trump | Différence | Échantillon | Marge d'erreur |
| --------------------- | ------------------------- | --------------- | ------------ | ---------- | ----------- | -------------- |
| Emerson College       | 21 au 23 octobre          | 23 %            | 52 %         | 29         | 1 023       | ± 3.0 %        |
| Idaho Politics Weekly | 28 septembre au 9 octobre | 30 %            | 40 %         | 10         | 608         | ± 4.0 %        |
| Idaho Politics Weekly | 18 au 31 août             | 23 %            | 44 %         | 21         | 602         | ± 4.0 %        |

### Illinois
20 grands électeurs
Démocrate en 2008 (62 % - 37 %) 
 Démocrate en 2012 (58 % - 41 %)
Vainqueur: Hillary Clinton (56 % - 39 %)
Source: RealClearPolitics
| Source          | Date de réalisation       | Hillary Clinton | Donald Trump | Différence | Échantillon | Marge d'erreur |
| --------------- | ------------------------- | --------------- | ------------ | ---------- | ----------- | -------------- |
| Emerson College | 27 au 30 octobre          | 53 %            | 41 %         | 12         | 500         | ± 4.3 %        |
| Loras College   | 26 au 27 octobre          | 45 %            | 34 %         | 11         | 600         | ± 4.0 %        |
| The Simon Poll  | 27 septembre au 2 octobre | 53 %            | 28 %         | 25         | 865         | ± 3.3 %        |
| Emerson College | 19 au 21 septembre        | 45 %            | 39 %         | 6          | 700         | ± 3.6 %        |
| Loras College   | 13 au 16 septembre        | 47 %            | 33 %         | 14         | 600         | ± 4.0 %        |

### Indiana
11 grands électeurs
Démocrate en 2008 (50 % - 49 %) 
 Républicain en 2012 (54 % - 44 %)
Vainqueur: Donald Trump (57 % - 38 %)
Source: RealClearPolitics
| Source              | Date de réalisation        | Hillary Clinton | Donald Trump | Différence | Échantillon | Marge d'erreur |
| ------------------- | -------------------------- | --------------- | ------------ | ---------- | ----------- | -------------- |
| Howey Politics      | 1er au 3 novembre          | 37 %            | 48 %         | 11         | 600         | ± 4.0 %        |
| Gravis Marketing    | 30 octobre au 1er novembre | 39 %            | 49 %         | 10         | 399         | ± 4.9 %        |
| Monmouth University | 27 au 30 octobre           | 39 %            | 50 %         | 11         | 402         | ± 4.9 %        |
| Gravis Marketing    | 22 au 24 octobre           | 38 %            | 49 %         | 11         | 596         | ± 2.3 %        |
| WISH-TV             | 10 au 16 octobre           | 37 %            | 43 %         | 6          | 544         | ± 4.8 %        |
| Monmouth University | 11 au 13 octobre           | 41 %            | 45 %         | 4          | 402         | ± 4.9 %        |
| Howey Politics      | 3 au 5 octobre             | 38 %            | 43 %         | 5          | 600         | ± 4.0 %        |
| Howey Politics      | 6 au 8 septembre           | 36 %            | 43 %         | 7          | 600         | ± 4.0 %        |
| Monmouth University | 13 au 16 août              | 36 %            | 47 %         | 11         | 403         | ± 4.9 %        |

### Iowa
6 grands électeurs
Démocrate en 2008 (54 % - 44 %) 
 Démocrate en 2012 (52 % - 46 %)
Vainqueur: Donald Trump (51 % - 42 %)
Source: RealClearPolitics
| Source                | Date de réalisation      | Hillary Clinton | Donald Trump | Différence | Échantillon | Marge d'erreur |
| --------------------- | ------------------------ | --------------- | ------------ | ---------- | ----------- | -------------- |
| Des Moines Register   | 1er au 4 novembre        | 39 %            | 46 %         | 7          | 800         | ± 3.5 %        |
| Emerson College       | 1er au 3 novembre        | 41 %            | 44 %         | 3          | 700         | ± 3.6 %        |
| Loras College         | 1er au 3 novembre        | 44 %            | 43 %         | 1          | 500         | ± 4.4 %        |
| Quinnipiac University | 20 au 26 octobre         | 46 %            | 47 %         | 1          | 791         | ± 3.5 %        |
| Des Moines Register   | 3 au 6 octobre           | 39 %            | 43 %         | 4          | 642         | ± 3.9 %        |
| Loras College         | 20 au 22 septembre       | 42 %            | 42 %         | Égalité    | 491         | ± 4.4 %        |
| Quinnipiac University | 13 au 21 septembre       | 44 %            | 50 %         | 6          | 612         | ± 4.0 %        |
| Monmouth University   | 12 au 14 septembre       | 37 %            | 45 %         | 8          | 404         | ± 4.9 %        |
| Emerson College       | 31 août au 1er septembre | 39 %            | 44 %         | 5          | 600         | ± 3.9 %        |
| YouGov                | 17 au 19 août            | 40 %            | 40 %         | Égalité    | 987         | ± 4.0 %        |
| Quinnipiac University | 9 au 16 août             | 47 %            | 44 %         | 3          | 846         | ± 3.4 %        |
| Suffolk University    | 8 au 10 août             | 40 %            | 41 %         | 1          | 500         | ± 4.4 %        |
| Marist College        | 3 au 7 août              | 41 %            | 37 %         | 4          | 899         | ± 3.3 %        |

### Kansas
6 grands électeurs
Républicain en 2008 (56 % - 42 %) 
 Républicain en 2012 (60 % - 38 %)
Vainqueur: Donald Trump (57 % - 36 %)
Source: RealClearPolitics
| Source                   | Date de réalisation | Hillary Clinton | Donald Trump | Différence | Échantillon | Marge d'erreur |
| ------------------------ | ------------------- | --------------- | ------------ | ---------- | ----------- | -------------- |
| Fort Hays St. University | 1er au 3 novembre   | 34 %            | 58 %         | 24         | 313         | ± 5.5 %        |
| SurveyUSA                | 6 au 11 septembre   | 36 %            | 48 %         | 12         | 595         | ± 4.1 %        |
| SurveyUSA                | 3 au 7 août         | 39 %            | 44 %         | 5          | 566         | ± 4.2 %        |

### Kentucky
8 grands électeurs
Républicain en 2008 (57 % - 41 %) 
 Républicain en 2012 (60 % - 38 %)
Vainqueur: Donald Trump (63 % - 33 %)
Source: RealClearPolitics
| Source                      | Date de réalisation    | Hillary Clinton | Donald Trump | Différence | Échantillon | Marge d'erreur |
| --------------------------- | ---------------------- | --------------- | ------------ | ---------- | ----------- | -------------- |
| Western Kentucky University | 25 au 30 octobre       | 37 %            | 54 %         | 17         | 602         | ± 4.0 %        |
| Harper Polling              | 31 juillet au 1er août | 36 %            | 49 %         | 13         | 500         | ± 4.4 %        |

### Louisiane
8 grands électeurs
Républicain en 2008 (59 % - 40 %) 
 Républicain en 2012 (58 % - 41 %)
Vainqueur: Donald Trump (58 % - 38 %)
Source: RealClearPolitics
| Source                              | Date de réalisation | Hillary Clinton | Donald Trump | Différence | Échantillon | Marge d'erreur |
| ----------------------------------- | ------------------- | --------------- | ------------ | ---------- | ----------- | -------------- |
| Southern Media and Opinion Research | 19 au 21 octobre    | 35 %            | 50 %         | 15         | 500         | ± 4.4 %        |
| University of New Orleans           | 15 au 21 octobre    | 35 %            | 49 %         | 14         | 603         | ± 4.0 %        |
| Mason-Dixon                         | 17 au 19 octobre    | 34 %            | 54 %         | 20         | 625         | ± 4.0 %        |
| JMC Analytics                       | 11 au 15 octobre    | 38 %            | 45 %         | 7          | 800         | ± 3.5 %        |
| JMC Analytics                       | 22 au 24 septembre  | 35 %            | 45 %         | 10         | 905         | ± 3.3 %        |
| Southern Media and Opinion Research | 15 au 17 septembre  | 33 %            | 49 %         | 16         | 500         | ± 4.4 %        |

### Maine
4 grands électeurs
Démocrate en 2008 (58 % - 40 %) 
 Démocrate en 2012 (56 % - 41 %)
Vainqueur: Hillary Clinton (48 % - 45 %)
Source: RealClearPolitics
| Source                         | Date de réalisation | Hillary Clinton | Donald Trump | Différence | Échantillon | Marge d'erreur |
| ------------------------------ | ------------------- | --------------- | ------------ | ---------- | ----------- | -------------- |
| Emerson College                | 28 au 30 octobre    | 46 %            | 42 %         | 4          | 750         | ± 3.5 %        |
| Maine's People Resource Center | 24 au 26 octobre    | 47 %            | 40 %         | 7          | 812         | ± 3.4 %        |
| University of New Hampshire    | 20 au 25 octobre    | 48 %            | 37 %         | 11         | 670         | ± 3.8 %        |
| Maine's People Resource Center | 14 au 15 octobre    | 49 %            | 39 %         | 10         | 890         | ± 3.3 %        |
| Maine's People Resource Center | 7 au 9 octobre      | 49 %            | 40 %         | 9          | 892         | ± 3.3 %        |
| University of New Hampshire    | 15 au 20 septembre  | 40 %            | 37 %         | 3          | 513         | ± 4.0 %        |
| Maine's People Resource Center | 15 au 17 septembre  | 45 %            | 40 %         | 5          | 835         | ± 3.4 %        |
| SurveyUSA                      | 4 au 10 septembre   | 42 %            | 39 %         | 3          | 779         | ± 3.6 %        |
| Emerson College                | 2 au 5 septembre    | 44 %            | 35 %         | 9          | 800         | ± 3.4 %        |
| Gravis Marketing               | 4 au 8 août         | 46 %            | 36 %         | 10         | 2 046       | ± 2.2 %        |

### Maryland
10 grands électeurs
Démocrate en 2008 (62 % - 36 %)
 Démocrate en 2012 (62 % - 36 %)
Vainqueur: Hillary Clinton (60 % - 34 %)
Source: RealClearPolitics
| Source                 | Date de réalisation | Hillary Clinton | Donald Trump | Différence | Échantillon | Marge d'erreur |
| ---------------------- | ------------------- | --------------- | ------------ | ---------- | ----------- | -------------- |
| University of Maryland | 27 au 30 septembre  | 63 %            | 27 %         | 36         | 706         | ± 4.0 %        |
| Goucher College        | 17 au 20 septembre  | 58 %            | 25 %         | 33         | 514         | ± 4.3 %        |
| OpinionWorks           | 18 au 30 août       | 54 %            | 25 %         | 29         | 754         | ± 3.6 %        |

### Massachusetts
11 grands électeurs
Démocrate en 2008 (62 % - 36 %) 
 Démocrate en 2012 (61 % - 38 %)
Vainqueur: Hillary Clinton (60 % - 33 %)
Source: RealClearPolitics
| Source                         | Date de réalisation       | Hillary Clinton | Donald Trump | Différence | Échantillon | Marge d'erreur |
| ------------------------------ | ------------------------- | --------------- | ------------ | ---------- | ----------- | -------------- |
| Western New England University | 23 octobre au 2 novembre  | 56 %            | 26 %         | 30         | 417         | ± 5.0 %        |
| Suffolk University             | 24 au 26 octobre          | 57 %            | 25 %         | 32         | 500         | ± 4.4 %        |
| MassINC                        | 13 au 16 octobre          | 57 %            | 31 %         | 26         | 502         | ± 4.4 %        |
| Western New England University | 24 septembre au 3 octobre | 65 %            | 30 %         | 35         | 403         | ± 5.0 %        |
| UMass Amherst                  | 15 au 20 septembre        | 46 %            | 33 %         | 13         | 700         | ± 4.3 %        |
| MassINC                        | 7 au 10 septembre         | 60 %            | 31 %         | 29         | 506         | ± 4.4 %        |
| Emerson College                | 3 au 5 septembre          | 50 %            | 33 %         | 27         | 500         | ± 4.3 %        |

### Michigan
16 grands électeurs
Démocrate en 2008 (57 % - 41 %) 
 Démocrate en 2012 (54 % - 45 %)
Vainqueur: Donald Trump (48 % - 47 %)
Source: RealClearPolitics
| Source                               | Date de réalisation    | Hillary Clinton | Donald Trump | Différence | Échantillon | Marge d'erreur |
| ------------------------------------ | ---------------------- | --------------- | ------------ | ---------- | ----------- | -------------- |
| Trafalgar Group                      | 6 novembre             | 47 %            | 49 %         | 2          | 1 200       | ± 2.8 %        |
| Gravis Marketing                     | 1er au 4 novembre      | 46 %            | 41 %         | 5          | 1 079       | ± 3.0 %        |
| Public Policy Polling                | 3 au 4 novembre        | 50 %            | 44 %         | 6          | 957         | ± 3.2 %        |
| Mitchell Research and Communications | 3 novembre             | 50 %            | 45 %         | 5          | 1 007       | ± 3.1 %        |
| Detroit Free Press                   | 1er au 3 novembre      | 42 %            | 38 %         | 4          | 600         | ± 4.0 %        |
| Mitchell Research and Communications | 2 novembre             | 51 %            | 46 %         | 5          | 1 150       | ± 2.9 %        |
| Mitchell Research and Communications | 1er novembre           | 49 %            | 44 %         | 5          | 887         | ± 3.3 %        |
| Mitchell Research and Communications | 31 octobre             | 51 %            | 45 %         | 6          | 737         | ± 3.6 %        |
| Mitchell Research and Communications | 30 octobre             | 51 %            | 42 %         | 9          | 953         | ± 3.2 %        |
| Emerson College                      | 25 au 26 octobre       | 50 %            | 43 %         | 7          | 500         | ± 4.3 %        |
| Mitchell Research and Communications | 25 octobre             | 50 %            | 44 %         | 6          | 1 030       | ± 2.8 %        |
| Detroit Free Press                   | 22 au 25 octobre       | 41 %            | 34 %         | 7          | 600         | ± 4.0 %        |
| Mitchell Research and Communications | 23 octobre             | 51 %            | 43 %         | 8          | 1 241       | ± 2.8 %        |
| Marketing Resource Group             | 16 au 19 octobre       | 46 %            | 38 %         | 8          | 600         | ± 4.0 %        |
| Mitchell Research and Communications | 18 octobre             | 53 %            | 41 %         | 12         | 1 102       | ± 3.0 %        |
| Mitchell Research and Communications | 11 octobre             | 47 %            | 37 %         | 10         | 1 429       | ± 2.6 %        |
| Detroit News                         | 10 au 11 octobre       | 47 %            | 33 %         | 14         | 600         | ± 4.0 %        |
| Detroit Free Press                   | 1er au 3 octobre       | 46 %            | 36 %         | 10         | 600         | ± 4.0 %        |
| Detroit News                         | 27 au 28 septembre     | 46 %            | 39 %         | 7          | 600         | ± 4.0 %        |
| Mitchell Research and Communications | 27 septembre           | 49 %            | 44 %         | 5          | 1 956       | ± 2.2 %        |
| Target Insyghts                      | 18 au 24 septembre     | 46 %            | 41 %         | 5          | 600         | ± 4.0 %        |
| Detroit Free Press                   | 10 au 13 septembre     | 42 %            | 38 %         | 4          | 600         | ± 4.0 %        |
| Mitchell Research and Communications | 6 au 7 septembre       | 47 %            | 42 %         | 5          | 940         | ± 3.2 %        |
| Emerson College                      | 25 au 28 août          | 45 %            | 40 %         | 5          | 800         | ± 3.4 %        |
| Suffolk University                   | 22 au 24 août          | 44 %            | 37 %         | 7          | 500         | ± 4.4 %        |
| Mitchell Research and Communications | 9 au 10 août           | 49 %            | 39 %         | 10         | 1 314       | ± 2.7 %        |
| Detroit Free Press                   | 30 juillet au 4 août   | 46 %            | 36 %         | 10         | 600         | ± 4.0 %        |
| Detroit News                         | 30 juillet au 1er août | 41 %            | 42 %         | 9          | 600         | ± 4.0 %        |

### Minnesota
10 grands électeurs
Démocrate en 2008 (54 % - 44 %) 
 Démocrate en 2012 (53 % - 45 %)
Vainqueur: Hillary Clinton (46 % - 45 %)
Source: RealClearPolitics
| Source           | Date de réalisation | Hillary Clinton | Donald Trump | Différence | Échantillon | Marge d'erreur |
| ---------------- | ------------------- | --------------- | ------------ | ---------- | ----------- | -------------- |
| SurveyUSA        | 22 au 25 octobre    | 53 %            | 42 %         | 11         | 656         | ± 3.9 %        |
| Star Tribune     | 20 au 22 octobre    | 47 %            | 39 %         | 8          | 625         | ± 4.0 %        |
| Gravis Marketing | 23 septembre        | 43 %            | 43 %         | Égalité    | 906         | ± 3.3 %        |
| SurveyUSA        | 16 au 20 septembre  | 49 %            | 43 %         | 6          | 625         | ± 4.0 %        |
| Star Tribune     | 12 au 14 septembre  | 44 %            | 38 %         | 6          | 625         | ± 4.0 %        |

### Mississippi
6 grands électeurs
Républicain en 2008 (56 % - 43 %) 
 Républicain en 2012 (55 % - 44 %)
Vainqueur: Donald Trump (58 % - 40 %)
Source: RealClearPolitics
| Source              | Date de réalisation | Hillary Clinton | Donald Trump | Différence | Échantillon | Marge d'erreur |
| ------------------- | ------------------- | --------------- | ------------ | ---------- | ----------- | -------------- |
| Magellan Strategies | 11 août             | 39 %            | 54 %         | 15         | 1 084       | ± 2.9 %        |

### Missouri
10 grands électeurs
Républicain en 2008 (49 % - 49 %) 
 Républicain en 2012 (54 % - 45 %)
Vainqueur: Donald Trump (57 % - 38 %)
Source: RealClearPolitics
| Source                  | Date de réalisation        | Hillary Clinton | Donald Trump | Différence | Échantillon | Marge d'erreur |
| ----------------------- | -------------------------- | --------------- | ------------ | ---------- | ----------- | -------------- |
| Emerson College         | 4 au 5 novembre            | 41 %            | 47 %         | 6          | 750         | ± 3.5 %        |
| Remington Research      | 31 octobre au 1er novembre | 39 %            | 52 %         | 13         | 1 722       | ± 2.4 %        |
| Emerson College         | 28 au 31 octobre           | 37 %            | 52 %         | 15         | 650         | ± 3.8 %        |
| Monmouth University     | 28 au 31 octobre           | 38 %            | 52 %         | 14         | 405         | ± 4.9 %        |
| St. Louis Post-Dispatch | 24 au 26 octobre           | 42 %            | 47 %         | 5          | 625         | ± 4.0 %        |
| Remington Research      | 23 au 25 octobre           | 39 %            | 50 %         | 11         | 2 559       | ± 1.9 %        |
| Emerson College         | 17 au 19 octobre           | 39 %            | 47 %         | 8          | 600         | ± 3.9 %        |
| Remington Research      | 9 au 11 octobre            | 42 %            | 47 %         | 5          | 2 171       | ± 2.1 %        |
| Monmouth University     | 9 au 11 octobre            | 41 %            | 46 %         | 5          | 406         | ± 4.9 %        |
| Remington Research      | 26 au 27 septembre         | 39 %            | 49 %         | 10         | 1 279       | ± 3.0 %        |
| YouGov                  | 21 au 23 septembre         | 37 %            | 46 %         | 9          | 1 087       | ± 3.9 %        |
| Emerson College         | 9 au 13 septembre          | 34 %            | 47 %         | 13         | 600         | ± 3.9 %        |
| Remington Research      | 1er au 2 septembre         | 38 %            | 47 %         | 9          | 1 275       | ± 3.0 %        |
| Monmouth University     | 19 au 22 août              | 43 %            | 44 %         | 1          | 401         | ± 4.9 %        |
| Remington Research      | 5 au 6 août                | 42 %            | 44 %         | 2          | 1 280       | ± 3.0 %        |

### Montana
3 grands électeurs
Républicain en 2008 (49 % - 47 %) 
 Républicain en 2012 (55 % - 42 %)
Vainqueur: Donald Trump (56 % - 36 %)
Source: RealClearPolitics
| Source                            | Date de réalisation | Hillary Clinton | Donald Trump | Différence | Échantillon | Marge d'erreur |
| --------------------------------- | ------------------- | --------------- | ------------ | ---------- | ----------- | -------------- |
| Mason-Dixon                       | 10 au 12 octobre    | 36 %            | 46 %         | 10         | 1 003       | ± 3.2 %        |
| Montana State University Billings | 3 au 10 octobre     | 27 %            | 47 %         | 20         | 590         | ± 4.0 %        |

### Nebraska
5 grands électeurs
Républicain en 2008 (57 % - 42 %) 
 Républicain en 2012 (60 % - 38 %)
Vainqueur: Donald Trump (59 % - 34 %)
Source: RealClearPolitics
| Source          | Date de réalisation | Hillary Clinton | Donald Trump | Différence | Échantillon | Marge d'erreur |
| --------------- | ------------------- | --------------- | ------------ | ---------- | ----------- | -------------- |
| Emerson College | 25 au 26 septembre  | 29 %            | 56 %         | 27         | 700         | ± 3.6 %        |

### Nevada
6 grands électeurs
Démocrate en 2008 (55 % - 43 %) 
 Démocrate en 2012 (52 % - 46 %)
Vainqueur: Hillary Clinton (48 % - 46 %)
Source: RealClearPolitics
| Source                      | Date de réalisation        | Hillary Clinton | Donald Trump | Différence | Échantillon | Marge d'erreur |
| --------------------------- | -------------------------- | --------------- | ------------ | ---------- | ----------- | -------------- |
| Gravis Marketing            | 3 au 6 novembre            | 45 %            | 43 %         | 2          | 1 158       | ± 2.9 %        |
| Emerson College             | 4 au 5 novembre            | 47 %            | 46 %         | 1          | 600         | ± 3.9 %        |
| Remington Research          | 1er au 2 novembre          | 45 %            | 46 %         | 1          | 1 793       | ± 2.3 %        |
| JMC Enterprises             | 28 octobre au 1er novembre | 45 %            | 45 %         | Égalité    | 600         | ± 4.0 %        |
| CNN/Opinion Research Center | 27 octobre au 1er novembre | 45 %            | 51 %         | 6          | 790         | ± 3.5 %        |
| Remington Research          | 30 octobre                 | 44 %            | 48 %         | 4          | 1 176       | ± 2.9 %        |
| Emerson College             | 26 au 27 octobre           | 44 %            | 42 %         | 2          | 550         | ± 4.1 %        |
| Gravis Marketing            | 25 octobre                 | 46 %            | 46 %         | Égalité    | 875         | ± 3.3 %        |
| Marist College              | 20 au 24 octobre           | 45 %            | 45 %         | Égalité    | 707         | ± 3.7 %        |
| Las Vegas Review-Journal    | 20 au 23 octobre           | 48 %            | 41 %         | 7          | 800         | ± 3.9 %        |
| Remington Research          | 20 au 22 octobre           | 44 %            | 47 %         | 3          | 1 332       | ± 2.7 %        |
| Rasmussen Reports           | 20 au 22 octobre           | 46 %            | 42 %         | 4          | 826         | ± 3.5 %        |
| Monmouth University         | 14 au 17 octobre           | 47 %            | 40 %         | 7          | 413         | ± 4.8 %        |
| CNN/Opinion Research Center | 10 au 15 octobre           | 50 %            | 46 %         | 4          | 698         | ± 3.5 %        |
| YouGov                      | 12 au 14 octobre           | 46 %            | 40 %         | 6          | 996         | ± 4.5 %        |
| JMC Enterprises             | 10 au 13 octobre           | 43 %            | 41 %         | 2          | 600         | ± 4.0 %        |
| Emerson College             | 2 au 4 octobre             | 43 %            | 43 %         | Égalité    | 700         | ± 3.6 %        |
| Hart Research               | 27 septembre au 2 octobre  | 47 %            | 44 %         | 3          | 700         | ± 3.8 %        |
| Las Vegas Review-Journal    | 27 au 29 septembre         | 45 %            | 44 %         | 1          | 800         | ± 3.5 %        |
| Suffolk University          | 27 au 29 septembre         | 44 %            | 38%          | 6          | 500         | ± 4.4 %        |
| Fox News                    | 18 au 20 septembre         | 42 %            | 46 %         | 4          | 704         | ± 3.5 %        |
| Rasmussen Reports           | 16 au 18 septembre         | 39 %            | 42 %         | 3          | 800         | ± 4.0 %        |
| Monmouth University         | 11 au 13 septembre         | 42 %            | 44 %         | 2          | 406         | ± 4.9 %        |
| Marist College              | 6 au 8 septembre           | 45 %            | 44 %         | 1          | 627         | ± 3.9 %        |
| Suffolk University          | 15 au 17 août              | 44 %            | 42 %         | 2          | 500         | ± 4.4 %        |
| YouGov                      | 2 au 5 août                | 43 %            | 41 %         | 2          | 993         | ± 4.6 %        |
| Rasmussen Reports           | 29 au 31 juillet           | 41 %            | 40 %         | 1          | 750         | ± 4.0 %        |

### New Hampshire
4 grands électeurs
Démocrate en 2008 (54 % - 45 %) 
 Démocrate en 2012 (52 % - 46 %)
Vainqueur: Hillary Clinton (48 % - 47 %)
Source: RealClearPolitics
| Source                      | Date de réalisation        | Hillary Clinton | Donald Trump | Différence | Échantillon | Marge d'erreur |
| --------------------------- | -------------------------- | --------------- | ------------ | ---------- | ----------- | -------------- |
| University of New Hampshire | 3 au 6 novembre            | 49 %            | 38 %         | 11         | 707         | ± 3.7 %        |
| Emerson College             | 4 au 5 novembre            | 45 %            | 44 %         | 1          | 1 000       | ± 3.0 %        |
| Gravis Marketing            | 1er au 2 novembre          | 41 %            | 43 %         | 2          | 1 001       | ± 2.0 %        |
| Suffolk University          | 31 octobre au 2 novembre   | 42 %            | 42 %         | Égalité    | 500         | ± 4.4 %        |
| American Research Group     | 31 octobre au 2 novembre   | 43 %            | 48 %         | 5          | 600         | ± 4.0 %        |
| UMass Lowell                | 28 octobre au 2 novembre   | 44 %            | 45 %         | '1         | 695         | ± 4.3 %        |
| MassINC                     | 29 octobre au 1er novembre | 42 %            | 44 %         | '2         | 500         | ± 4.4 %        |
| University of New Hampshire | 26 au 30 octobre           | 46 %            | 39 %         | 7          | 641         | ± 3.9 %        |
| Emerson College             | 23 au 25 octobre           | 46 %            | 43 %         | 3          | 600         | ± 4.9 %        |
| Monmouth University         | 22 au 25 octobre           | 46 %            | 42 %         | 4          | 401         | ± 4.9 %        |
| Marist College              | 20 au 24 octobre           | 47 %            | 39 %         | 8          | 768         | ± 3.5 %        |
| UMass Amherst               | 17 au 21 octobre           | 43 %            | 38 %         | 5          | 772         | ± 4.5 %        |
| Emerson College             | 17 au 19 octobre           | 44 %            | 36 %         | 8          | 900         | ± 3.2 %        |
| University of New Hampshire | 11 au 17 octobre           | 49 %            | 34 %         | 15         | 770         | ± 3.5 %        |
| MassINC                     | 10 au 12 octobre           | 46 %            | 41 %         | 5          | 501         | ± 4.4 %        |
| UMass Lowell                | 7 au 11 octobre            | 45 %            | 39 %         | 6          | 517         | ± 4.9 %        |
| Suffolk University          | 3 au 5 octobre             | 44 %            | 42 %         | 2          | 500         | ± 4.4 %        |
| MassINC                     | 27 au 29 septembre         | 47 %            | 38 %         | 9          | 502         | ± 4.4 %        |
| Monmouth University         | 17 au 20 septembre         | 47 %            | 38 %         | 9          | 400         | ± 4.9 %        |
| Marist College              | 6 au 8 septembre           | 42 %            | 41 %         | 1          | 737         | ± 3.6 %        |
| Emerson College             | 3 au 5 septembre           | 42 %            | 37 %         | 5          | 600         | ± 3.9 %        |
| University of New Hampshire | 20 au 28 août              | 45 %            | 36 %         | 9          | 433         | ± 4.7 %        |
| YouGov                      | 10 au 12 août              | 45 %            | 36 %         | 9          | 990         | ± 4.3 %        |
| MassINC                     | 29 juillet au 1er août     | 51 %            | 34 %         | 17         | 609         | ± 4.0 %        |

### New Jersey
14 grands électeurs
Démocrate en 2008 (57 % - 42 %) 
 Démocrate en 2012 (58 % - 41 %)
Vainqueur: Hillary Clinton (55 % - 41 %)
Source: RealClearPolitics
| Source                   | Date de réalisation      | Hillary Clinton | Donald Trump | Différence | Échantillon | Marge d'erreur |
| ------------------------ | ------------------------ | --------------- | ------------ | ---------- | ----------- | -------------- |
| Richard Stockton College | 27 octobre au 2 novembre | 51 %            | 40 %         | 11         | 678         | ± 3.8 %        |
| Fairleigh Dickinson      | 12 au 16 octobre         | 51 %            | 40 %         | 11         | 579         | ± 4.3 %        |
| Richard Stockton College | 22 au 29 septembre       | 46 %            | 40 %         | 6          | 638         | ± 3.9 %        |
| Rutgers-Eagleton         | 6 au 10 septembre        | 59 %            | 35 %         | 24         | 735         | ± 3.5 %        |
| Emerson College          | 2 au 5 septembre         | 47 %            | 43 %         | 4          | 800         | ± 3.4 %        |

### New York
29 grands électeurs
Démocrate en 2008 (63 % - 36 %) 
 Démocrate en 2012 (63 % - 35 %)
Vainqueur: Hillary Clinton (59 % - 37 %)
Source: RealClearPolitics
| Source           | Date de réalisation | Hillary Clinton | Donald Trump | Différence | Échantillon | Marge d'erreur |
| ---------------- | ------------------- | --------------- | ------------ | ---------- | ----------- | -------------- |
| Siena College    | 3 au 4 novembre     | 51 %            | 34 %         | 17         | 617         | ± 4.5 %        |
| Siena College    | 13 au 17 octobre    | 54 %            | 30 %         | 24         | 611         | ± 4.6 %        |
| Marist College   | 21 au 23 septembre  | 52 %            | 31 %         | 21         | 676         | ± 3.8 %        |
| Siena College    | 11 au 15 septembre  | 51%             | 30 %         | 21         | 600         | ± 5.0 %        |
| Emerson College  | 28 au 30 août       | 52%             | 34 %         | 18         | 800         | ± 3.4 %        |
| Siena College    | 7 au 10 août        | 57%             | 27 %         | 30         | 717         | ± 4.3 %        |
| Gravis Marketing | 4 au 8 août         | 53%             | 36 %         | 17         | 1 717       | ± 2.4 %        |

### Nouveau-Mexique
5 grands électeurs
Démocrate en 2008 (57 % - 42 %) 
 Démocrate en 2012 (53 % - 43 %)
Vainqueur: Hillary Clinton (48 % - 40 %)
Source: RealClearPolitics
| Source                | Date de réalisation       | Hillary Clinton | Donald Trump | Différence | Échantillon | Marge d'erreur |
| --------------------- | ------------------------- | --------------- | ------------ | ---------- | ----------- | -------------- |
| Zia Poll              | 6 novembre                | 46 %            | 44 %         | 2          | 8 439       | ± 1.8 %        |
| Albuquerque Journal   | 1er au 3 novembre         | 45 %            | 40 %         | 5          | 504         | ± 4.4 %        |
| Gravis Marketing      | 1er au 2 novembre         | 45 %            | 37 %         | 8          | 1 327       | ± 2.7 %        |
| Zia Poll              | 1er au 2 novembre         | 46 %            | 43 %         | 3          | 1 102       | ± 3.0 %        |
| Zia Poll              | 24 octobre                | 45 %            | 40 %         | 5          | 1 415       | ± 2.6 %        |
| Zia Poll              | 11 octobre                | 46 %            | 36 %         | 10         | 1 536       | ± 2.5 %        |
| SurveyUSA             | 28 septembre au 2 octobre | 46 %            | 33 %         | 13         | 594         | ± 4.1 %        |
| Albuquerque Journal   | 27 au 29 septembre        | 44 %            | 34 %         | 10         | 501         | ± 4.4 %        |
| Zia Poll              | 24 au 25 septembre        | 42 %            | 37 %         | 5          | 1 415       | ± 2.6 %        |
| Public Policy Polling | 19 au 21 août             | 40 %            | 31 %         | 9          | 1 103       | ± 3.0 %        |

### Ohio
18 grands électeurs
Démocrate en 2008 (51 % - 47 %) 
 Démocrate en 2012 (51 % - 48 %)
Vainqueur: Donald Trump (52 % - 44 %)
Source: RealClearPolitics
| Source                      | Date de réalisation        | Hillary Clinton | Donald Trump | Différence | Échantillon | Marge d'erreur |
| --------------------------- | -------------------------- | --------------- | ------------ | ---------- | ----------- | -------------- |
| Emerson College             | 4 au 5 novembre            | 39 %            | 46 %         | 7          | 900         | ± 3.2 %        |
| Columbus Dispatch           | 27 octobre au 5 novembre   | 48 %            | 47 %         | 1          | 1 151       | ± 2.9 %        |
| YouGov                      | 2 au 4 novembre            | 45 %            | 46 %         | 1          | 1 188       | ± 4.1 %        |
| Remington Research          | 1er au 2 novembre          | 44 %            | 45 %         | 1          | 2 557       | ± 1.9 %        |
| Quinnipiac University       | 27 octobre au 1er novembre | 44 %            | 47 %         | 3          | 589         | ± 4.0 %        |
| Remington Research          | 30 octobre                 | 43 %            | 48 %         | 5          | 1 187       | ± 2.8 %        |
| Emerson College             | 26 au 27 octobre           | 45 %            | 45 %         | Égalité    | 800         | ± 3.4 %        |
| Trafalgar Group             | 24 au 26 octobre           | 44 %            | 49 %         | 5          | 1 150       | ± 2.9 %        |
| Remington Research          | 20 au 22 octobre           | 42 %            | 46 %         | 4          | 1 971       | ± 2.2 %        |
| Suffolk University          | 17 au 19 octobre           | 45 %            | 45 %         | Égalité    | 500         | ± 4.4 %        |
| Quinnipiac University       | 10 au 16 octobre           | 47 %            | 48 %         | 1          | 624         | ± 3.9 %        |
| CNN/Opinion Research Center | 10 au 15 octobre           | 47 %            | 50 %         | 3          | 744         | ± 3.5 %        |
| Marist College              | 10 au 12 octobre           | 45 %            | 45 %         | Égalité    | 724         | ± 3.6 %        |
| Emerson College             | 10 au 12 octobre           | 45 %            | 43 %         | 2          | 600         | ± 3.9 %        |
| YouGov                      | 5 au 7 octobre             | 46 %            | 42 %         | 4          | 997         | ± 3.9 %        |
| Public Policy Polling       | 5 au 6 octobre             | 48 %            | 47 %         | 1          | 782         | ± 3.5 %        |
| Monmouth University         | 1er au 4 octobre           | 44 %            | 42 %         | 2          | 405         | ± 4.9 %        |
| Quinnipiac University       | 27 septembre au 2 octobre  | 46 %            | 49 %         | 3          | 497         | ± 4.4 %        |
| Gravis Marketing            | 22 au 23 septembre         | 42 %            | 43 %         | 1          | 850         | ± 3.4 %        |
| Fox News                    | 18 au 20 septembre         | 40 %            | 45 %         | 5          | 737         | ± 3.5 %        |
| Suffolk University          | 12 au 14 septembre         | 39 %            | 42 %         | 3          | 500         | ± 4.4 %        |
| Bloomberg                   | 9 au 12 septembre          | 43 %            | 48 %         | 5          | 802         | ± 3.5 %        |
| CNN/Opinion Research Center | 7 au 12 septembre          | 46 %            | 50 %         | 4          | 769         | ± 3.5 %        |
| YouGov                      | 7 au 9 septembre           | 46 %            | 39 %         | 7          | 994         | ± 3.9 %        |
| Quinnipiac University       | 29 août au 7 septembre     | 45 %            | 46 %         | 1          | 775         | ± 3.5 %        |
| Emerson College             | 25 au 27 août              | 43 %            | 43 %         | Égalité    | 800         | ± 3.4 %        |
| Monmouth University         | 18 au 21 août              | 43 %            | 39 %         | 4          | 402         | ± 4.9 %        |
| YouGov                      | 17 au 19 août              | 46 %            | 40 %         | 6          | 997         | ± 3.9 %        |
| Marist College              | 3 au 7 août                | 43 %            | 38 %         | 5          | 889         | ± 3.3 %        |
| Quinnipiac University       | 30 juillet au 7 août       | 49 %            | 45 %         | 4          | 812         | ± 3.4 %        |

### Oklahoma
7 grands électeurs
Républicain en 2008 (66 % - 34 %)
 Républicain en 2012 (67 % - 33 %)
Vainqueur: Donald Trump (65 % - 29 %)
Source: RealClearPolitics
| Source      | Date de réalisation | Hillary Clinton | Donald Trump | Différence | Échantillon | Marge d'erreur |
| ----------- | ------------------- | --------------- | ------------ | ---------- | ----------- | -------------- |
| Sooner Poll | 13 au 15 septembre  | 36 %            | 51 %         | 15         | 515         | ± 4.3 %        |

### Oregon
7 grands électeurs
Démocrate en 2008 (57 % - 40 %)
 Démocrate en 2012 (54 % - 42 %)
Vainqueur: Hillary Clinton (50 % - 39 %)
Source: RealClearPolitics
| Source                     | Date de réalisation         | Hillary Clinton | Donald Trump | Différence | Échantillon | Marge d'erreur |
| -------------------------- | --------------------------- | --------------- | ------------ | ---------- | ----------- | -------------- |
| DHM Research               | 25 au 29 octobre            | 41 %            | 34 %         | 7          | 504         | ± 4.4 %        |
| The Oregonian              | 4 au 14 octobre             | 46 %            | 36 %         | 10         | 608         | ± 4.0 %        |
| Oregon Public Broadcasting | 6 au 13 octobre             | 43 %            | 36 %         | 7          | 600         | ± 4.0 %        |
| SurveyUSA                  | 10 au 12 octobre            | 48 %            | 38 %         | 10         | 654         | ± 3.9 %        |
| Gravis Marketing           | 4 octobre                   | 47 %            | 39 %         | 8          | 1 248       | ± 2.8 %        |
| Hoffman Research           | 29 septembre au 1er octobre | 45 %            | 33 %         | 12         | 605         | ± 4.0 %        |
| DHM Research               | 1er au 6 septembre          | 38 %            | 25 %         | 13         | 517         | ± 4.3 %        |

### Pennsylvanie
20 grands électeurs
Démocrate en 2008 (54 % - 44 %) 
 Démocrate en 2012 (52 % - 47 %)
Vainqueur: Donald Trump (48 % - 47 %)
Source: RealClearPolitics
| Source                        | Date de réalisation        | Hillary Clinton | Donald Trump | Différence | Échantillon | Marge d'erreur |
| ----------------------------- | -------------------------- | --------------- | ------------ | ---------- | ----------- | -------------- |
| Trafalgar Group               | 3 au 5 novembre            | 47 %            | 48 %         | 1          | 1 300       | ± 2.7 %        |
| Morning Call                  | 30 octobre au 4 novembre   | 48 %            | 42 %         | 6          | 405         | ± 5.5 %        |
| Harper Polling                | 2 au 3 novembre            | 46 %            | 46 %         | Égalité    | 504         | ± 4.4 %        |
| Gravis Marketing              | 1er au 2 novembre          | 47 %            | 45 %         | 2          | 1 016       | ± 3.1 %        |
| Susquehanna University        | 31 octobre au 1er novembre | 45 %            | 43 %         | 2          | 681         | ± 3.8 %        |
| Monmouth University           | 29 octobre au 1er novembre | 48 %            | 44 %         | 4          | 403         | ± 4.9 %        |
| Quinnipiac University         | 27 octobre au 1er novembre | 50 %            | 44 %         | 6          | 612         | ± 4.0 %        |
| CNN/Opinion Research Center   | 27 octobre au 1er novembre | 51 %            | 46 %         | 5          | 799         | ± 3.5 %        |
| Gravis Marketing              | 31 octobre                 | 51 %            | 49 %         | 2          | 2 606       | ± 1.9 %        |
| Remington Research            | 30 octobre                 | 45 %            | 43 %         | 2          | 1 249       | ± 2.8 %        |
| Franklin and Marshall College | 26 au 30 octobre           | 49 %            | 38 %         | 11         | 652         | ± 5.1 %        |
| Gravis Marketing              | 25 au 30 octobre           | 47 %            | 44 %         | 3          | 3 217       | ± 1.7 %        |
| YouGov                        | 26 au 28 octobre           | 48 %            | 40 %         | 8          | 1 091       | ± 3.7 %        |
| Emerson College               | 25 au 26 octobre           | 48 %            | 43 %         | 5          | 550         | ± 4.1 %        |
| Morning Call                  | 20 au 26 octobre           | 46 %            | 41 %         | 4          | 420         | ± 5.5 %        |
| Siena College                 | 23 au 25 octobre           | 46 %            | 39 %         | 7          | 824         | ± 3.4 %        |
| Remington Research            | 20 au 22 octobre           | 45 %            | 42 %         | 3          | 1 997       | ± 2.2 %        |
| Emerson College               | 17 au 19 octobre           | 45 %            | 41 %         | 4          | 800         | ± 3.4 %        |
| Quinnipiac University         | 10 au 16 octobre           | 51 %            | 45 %         | 6          | 660         | ± 3.8 %        |
| Bloomberg                     | 7 au 11 octobre            | 51 %            | 42 %         | 9          | 806         | ± 3.5 %        |
| Susquehanna University        | 4 au 9 octobre             | 44 %            | 40 %         | 4          | 764         | ± 3.5 %        |
| YouGov                        | 5 au 7 octobre             | 48 %            | 40 %         | 8          | 997         | ± 4.2 %        |
| Marist College                | 3 au 6 octobre             | 51 %            | 39 %         | 12         | 709         | ± 3.7 %        |
| Monmouth University           | 30 septembre au 3 octobre  | 50 %            | 40 %         | 10         | 402         | ± 4.9 %        |
| Franklin and Marshall College | 28 septembre au 2 octobre  | 48 %            | 36 %         | 12         | 813         | ± 4.8 %        |
| Quinnipiac University         | 27 septembre au 2 octobre  | 48 %            | 43 %         | 5          | 535         | ± 4.2 %        |
| CNN/Opinion Research Center   | 20 au 25 septembre         | 50 %            | 47 %         | 3          | 771         | ± 3.5 %        |
| Gravis Marketing              | 23 septembre               | 46 %            | 43 %         | 3          | 949         | ± 3.2 %        |
| Harper Polling                | 21 au 22 septembre         | 45 %            | 43 %         | 2          | 500         | ± 4.4 %        |
| Morning Call                  | 19 au 23 septembre         | 44 %            | 41 %         | 3          | 486         | ± 5.0 %        |
| Mercyhurst Center             | 12 au 23 septembre         | 42 %            | 41 %         | 1          | 420         | ± 4.8 %        |
| Morning Call                  | 12 au 16 septembre         | 47 %            | 38 %         | 9          | 405         | ± 5.5 %        |
| Quinnipiac University         | 29 août au 7 septembre     | 48 %            | 43 %         | 5          | 778         | ± 3.5 %        |
| YouGov                        | 30 août au 2 septembre     | 45 %            | 37 %         | 8          | 1 091       | ± 4.1 %        |
| Monmouth University           | 26 au 29 août              | 48 %            | 40 %         | 8          | 402         | ± 4.9 %        |
| Franklin and Marshall College | 25 au 29 août              | 47 %            | 40 %         | 7          | 496         | ± 5.6 %        |
| Emerson College               | 25 au 28 août              | 46 %            | 43 %         | 3          | 800         | ± 3.4 %        |
| Marist College                | 3 au 7 août                | 48 %            | 37 %         | 11         | 834         | ± 3.4 %        |
| Quinnipiac University         | 30 juillet au 7 août       | 52 %            | 42 %         | 10         | 815         | ± 3.4 %        |
| Susquehanna University        | 31 juillet au 4 août       | 47 %            | 37 %         | 10         | 772         | ± 3.5 %        |
| Franklin and Marshall College | 29 juillet au 2 août       | 49 %            | 38 %         | 11         | 389         | ± 6.3 %        |
| Public Policy Polling         | 29 au 31 juillet           | 49 %            | 45 %         | 4          | 1 505       | ± 2.5 %        |

### Rhode Island
4 grands électeurs
Démocrate en 2008 (63 % - 35 %) 
 Démocrate en 2012 (63 % - 35 %)
Vainqueur: Hillary Clinton (54 % - 39 %)
Source: RealClearPolitics
| Source          | Date de réalisation | Hillary Clinton | Donald Trump | Différence | Échantillon | Marge d'erreur |
| --------------- | ------------------- | --------------- | ------------ | ---------- | ----------- | -------------- |
| Emerson College | 2 au 4 octobre      | 52 %            | 32 %         | 20         | 600         | ± 3.9 %        |
| Emerson College | 3 au 5 septembre    | 44 %            | 41 %         | 3          | 800         | ± 3.4 %        |

### Tennessee
11 grands électeurs
Républicain en 2008 (57 % - 42 %) 
 Républicain en 2012 (59 % - 39 %)
Vainqueur: Donald Trump (61 % - 35 %)
Source: RealClearPolitics
| Source                            | Date de réalisation       | Hillary Clinton | Donald Trump | Différence | Échantillon | Marge d'erreur |
| --------------------------------- | ------------------------- | --------------- | ------------ | ---------- | ----------- | -------------- |
| Middle Tennessee State University | 28 septembre au 2 octobre | 40 %            | 50 %         | 10         | 472         | ± 5.0 %        |
| Vanderbilt University             | 19 septembre au 2 octobre | 33 %            | 44 %         | 11         | 1 000       | ± 3.4 %        |

### Texas
38 grands électeurs
Républicain en 2008 (55 % - 44 %) 
 Républicain en 2012 (57 % - 41 %)
Vainqueur: Donald Trump (52 % - 43 %)
Source: RealClearPolitics
| Source                    | Date de réalisation         | Hillary Clinton | Donald Trump | Différence | Échantillon | Marge d'erreur |
| ------------------------- | --------------------------- | --------------- | ------------ | ---------- | ----------- | -------------- |
| Emerson College           | 31 octobre au 1er novembre  | 35 %            | 49 %         | 14         | 700         | ± 3.6 %        |
| Marist College            | 30 octobre au 1er novembre  | 41 %            | 49 %         | 8          | 679         | ± 3.8 %        |
| Dixie Strategies          | 27 au 29 octobre            | 39 %            | 52 %         | 13         | 980         | ± 3.1 %        |
| Austin American-Statesman | 22 au 24 octobre            | 38 %            | 45 %         | 7          | 800         | ± 3.5 %        |
| YouGov                    | 14 au 23 octobre            | 42 %            | 45 %         | 3          | 959         | ± 3.2 %        |
| Texas Tribune/YouGov      | 20 au 21 octobre            | 43 %            | 46 %         | 3          | 1 031       | ± 4.4 %        |
| YouGov                    | 20 au 21 octobre            | 43 %            | 46 %         | 3          | 1 031       | ± 4.4 %        |
| University of Houston     | 7 au 15 octobre             | 38 %            | 41 %         | 3          | 1 000       | ± 3.0 %        |
| SurveyUSA                 | 10 au 12 octobre            | 43 %            | 47 %         | 4          | 638         | ± 4.0 %        |
| Dixie Strategies          | 29 septembre au 1er octobre | 38 %            | 45 %         | 7          | 780         | ± 3.5 %        |
| Texas Lyceum              | 1er au 11 septembre         | 36 %            | 42 %         | 6          | 502         | ± 4.4 %        |
| Emerson College           | 7 au 10 septembre           | 36 %            | 42 %         | 6          | 700         | ± 3.6 %        |
| Dixie Strategies          | 8 au 9 août                 | 35 %            | 46 %         | 11         | 1 018       | ± 3.1 %        |

### Utah
6 grands électeurs
Républicain en 2008 (62 % - 34 %) 
 Républicain en 2012 (73 % - 25 %)
Vainqueur: Donald Trump (46 % - 28 %)
- Note: Ce tableau contient également les intentions de vote en faveur d'Evan McMullin, compte tenu du résultat important qu'il a obtenu dans cet État (21% des voix).

Source: RealClearPolitics
| Source                   | Date de réalisation      | Hillary Clinton | Donald Trump | Evan McMullin | Différence | Échantillon | Marge d'erreur |
| ------------------------ | ------------------------ | --------------- | ------------ | ------------- | ---------- | ----------- | -------------- |
| Y2 Analytics             | 1er au 3 novembre        | 24 %            | 33 %         | 28 %          | 5          | 500         | ± 4.4 %        |
| Emerson College          | 1er au 2 novembre        | 20 %            | 40 %         | 28 %          | 12         | 1 000       | ± 3.0 %        |
| Monmouth University      | 30 octobre au 2 novembre | 31 %            | 37 %         | 24 %          | 6          | 402         | ± 4.9 %        |
| Gravis Marketing         | 30 au 31 octobre         | 29 %            | 35 %         | 24 %          | 6          | 1 424       | ± 2.6 %        |
| Rasmussen Reports        | 29 au 31 octobre         | 31 %            | 42 %         | 21 %          | 11         | 750         | ± 4.0 %        |
| Dan Jones and Associates | 20 au 27 octobre         | 24 %            | 32 %         | 30 %          | 2          | 832         | ± 3.4 %        |
| Rasmussen Reports        | 23 au 24 octobre         | 28 %            | 32 %         | 29 %          | 3          | 750         | ± 4.0 %        |
| Emerson College          | 17 au 19 octobre         | 24 %            | 27 %         | 31 %          | 4          | 600         | ± 3.9 %        |
| Dan Jones and Associates | 12 au 18 octobre         | 25 %            | 30 %         | 29 %          | 1          | 818         | ± 4.0 %        |
| Rasmussen Reports        | 14 au 16 octobre         | 28 %            | 30 %         | 29 %          | 1          | 750         | ± 4.0 %        |
| YouGov                   | 12 au 14 octobre         | 20 %            | 37 %         | 20 %          | 17         | 951         | ± 5.7 %        |
| Monmouth University      | 10 au 12 octobre         | 28 %            | 34 %         | 20 %          | 6          | 403         | ± 4.9 %        |
| Y2 Analytics             | 10 au 11 octobre         | 26 %            | 26 %         | 22 %          | Égalité    | 500         | ± 4.4 %        |
| Dan Jones and Associates | 12 au 19 septembre       | 25 %            | 34 %         | 12 %          | 9          | 820         | ± 3.4 %        |
| Dan Jones and Associates | 1er au 9 septembre       | 24 %            | 39 %         | 9 %           | 15         | 605         | ± 4.0 %        |
| Public Policy Polling    | 14 au 19 août            | 24 %            | 39 %         | 9 %           | 15         | 1 018       | ± 3.1 %        |

### Vermont
3 grands électeurs
Démocrate en 2008 (67 % - 30 %) 
 Démocrate en 2012 (67 % - 31 %)
Vainqueur: Hillary Clinton (56 % - 30 %)
Source: RealClearPolitics
| Source               | Date de réalisation        | Hillary Clinton | Donald Trump | Différence | Échantillon | Marge d'erreur |
| -------------------- | -------------------------- | --------------- | ------------ | ---------- | ----------- | -------------- |
| Burlington           | 19 au 22 octobre           | 50 %            | 22 %         | 28         | 603         | ± 4.0 %        |
| Vermont Public Radio | 29 septembre au 14 octobre | 45 %            | 17 %         | 28         | 579         | ± 3.9 %        |
| Emerson College      | 2 au 5 septembre           | 47 %            | 26 %         | 21         | 600         | ± 3.9 %        |

### Virginie
13 grands électeurs
Démocrate en 2008 (53 % - 46 %) 
 Démocrate en 2012 (51 % - 47 %)
Vainqueur: Hillary Clinton (50 % - 44 %)
Source: RealClearPolitics
| Source                         | Date de réalisation        | Hillary Clinton | Donald Trump | Différence | Échantillon | Marge d'erreur |
| ------------------------------ | -------------------------- | --------------- | ------------ | ---------- | ----------- | -------------- |
| Hampton University             | 2 au 6 novembre            | 45 %            | 41 %         | 4          | 802         | ± 4.4 %        |
| Christopher Newport University | 1er au 6 novembre          | 48 %            | 42 %         | 6          | 1 193       | ± 3.6 %        |
| Public Policy Polling          | 3 au 4 novembre            | 51 %            | 45 %         | 6          | 1 238       | ± 2.8 %        |
| Remington Research             | 1er au 2 novembre          | 46 %            | 44 %         | 2          | 3 076       | ± 1.8 %        |
| Gravis Marketing               | 1er au 2 novembre          | 47 %            | 42 %         | 5          | 1 362       | ± 2.7 %        |
| Roanoke College                | 29 octobre au 1er novembre | 49 %            | 40 %         | 9          | 654         | ± 3.8 %        |
| Remington Research             | 30 octobre                 | 47 %            | 43 %         | 4          | 1 106       | ± 2.9 %        |
| Emerson College                | 28 au 30 octobre           | 49 %            | 45 %         | 4          | 800         | ± 3.4 %        |
| Washington Post                | 27 au 30 octobre           | 51 %            | 45 %         | 6          | 1 024       | ± 3.5 %        |
| Hampton University             | 26 au 30 octobre           | 41 %            | 44 %         | 3          | 802         | ± 4.6 %        |
| Winthrop University            | 23 au 30 octobre           | 49 %            | 43 %         | 6          | 712         | ± 3.6 %        |
| Christopher Newport University | 23 au 26 octobre           | 46 %            | 39 %         | 7          | 814         | ± 4.2 %        |
| Quinnipiac University          | 20 au 26 octobre           | 53 %            | 40 %         | 13         | 749         | ± 3.6 %        |
| Remington Research             | 20 au 22 octobre           | 48 %            | 43 %         | 5          | 1 787       | ± 2.3 %        |
| Christopher Newport University | 16 au 19 octobre           | 45 %            | 33 %         | 12         | 834         | ± 3.9 %        |
| Christopher Newport University | 11 au 14 octobre           | 44 %            | 29 %         | 15         | 809         | ± 3.6 %        |
| Emerson College                | 10 au 12 octobre           | 46 %            | 43 %         | 3          | 600         | ± 3.9 %        |
| Roanoke College                | 2 au 6 octobre             | 51 %            | 38 %         | 13         | 814         | ± 3.4 %        |
| Hampton University             | 28 septembre au 2 octobre  | 46 %            | 34 %         | 12         | 800         | ± 4.4 %        |
| Christopher Newport University | 27 au 30 septembre         | 42 %            | 35 %         | 7          | 892         | ± 3.7 %        |
| YouGov                         | 21 au 23 septembre         | 45 %            | 37 %         | 8          | 1 237       | ± 3.3 %        |
| Christopher Newport University | 15 au 23 septembre         | 48 %            | 38 %         | 10         | 1 003       | ± 3.9 %        |
| Quinnipiac University          | 13 au 21 septembre         | 50 %            | 43 %         | 7          | 659         | ± 3.9 %        |
| Roanoke College                | 11 au 20 septembre         | 51 %            | 40 %         | 11         | 841         | ± 3.4 %        |
| University of Mary Washington  | 6 au 12 septembre          | 40 %            | 37 %         | 3          | 685         | ± 4.4 %        |
| Public Policy Polling          | 9 au 11 septembre          | 50 %            | 42 %         | 8          | 878         | ± 3.3 %        |
| Emerson College                | 30 août au 1er septembre   | 44 %            | 43 %         | 1          | 800         | ± 3.4 %        |
| Hampton University             | 24 au 28 août              | 43 %            | 41 %         | 2          | 801         | ± 4.7 %        |
| Quinnipiac University          | 9 au 16 août               | 50 %            | 38 %         | 12         | 808         | ± 3.5 %        |
| Washington Post                | 11 au 14 août              | 51 %            | 43 %         | 8          | 707         | ± 4.5 %        |
| Roanoke College                | 7 au 17 août               | 55 %            | 36 %         | 19         | 803         | ± 3.5 %        |
| Marist College                 | 4 au 10 août               | 46 %            | 33 %         | 13         | 897         | ± 3.3 %        |
| YouGov                         | 2 au 5 août                | 49 %            | 37 %         | 12         | 1 181       | ± 3.7 %        |

#### Virginie-Occidentale
5 grands électeurs
Républicain en 2008 (56 % - 43 %) 
 Républicain en 2012 (62 % - 36 %)
Vainqueur: Donald Trump (69 % - 26 %)
Source: RealClearPolitics
| Source    | Date de réalisation | Hillary Clinton | Donald Trump | Différence | Échantillon | Marge d'erreur |
| --------- | ------------------- | --------------- | ------------ | ---------- | ----------- | -------------- |
| MetroNews | 9 au 28 août        | 31 %            | 49 %         | 18         | 386         | ± 4.7 %        |

### Washington
12 grands électeurs
Démocrate en 2008 (57 % - 40 %) 
 Démocrate en 2012 (56 % - 41 %)
Vainqueur: Hillary Clinton (54 % - 38 %)
Source: RealClearPolitics
| Source                   | Date de réalisation       | Hillary Clinton | Donald Trump | Différence | Échantillon | Marge d'erreur |
| ------------------------ | ------------------------- | --------------- | ------------ | ---------- | ----------- | -------------- |
| SurveyUSA                | 31 octobre au 2 novembre  | 50 %            | 38 %         | 12         | 681         | ± 3.8 %        |
| Elway Poll               | 20 au 22 octobre          | 48 %            | 31 %         | 17         | 502         | ± 4.5 %        |
| University of Washington | 6 au 13 octobre           | 53 %            | 39 %         | 14         | 750         | ± 4.4 %        |
| Strategies 360           | 29 septembre au 3 octobre | 50 %            | 33 %         | 17         | 500         | ± 4.4 %        |
| Emerson College          | 25 au 26 septembre        | 44 %            | 38 %         | 6          | 700         | ± 3.6 %        |
| Elway Poll               | 9 au 13 août              | 43 %            | 24 %         | 19         | 500         | ± 4.5 %        |

### Washington (district de Columbia)
3 grands électeurs
Démocrate en 2008 (92 % - 7 %) 
 Démocrate en 2012 (91 % - 7 %)
Vainqueur: Hillary Clinton (90 % - 4 %)

### Wisconsin
10 grands électeurs
Démocrate en 2008 (56 % - 42 %) 
 Démocrate en 2012 (53 % - 46 %)
Vainqueur: Donald Trump (47 % - 46 %)
Source: RealClearPolitics
| Source               | Date de réalisation        | Hillary Clinton | Donald Trump | Différence | Échantillon | Marge d'erreur |
| -------------------- | -------------------------- | --------------- | ------------ | ---------- | ----------- | -------------- |
| Remington Research   | 1er au 2 novembre          | 49 %            | 41 %         | 8          | 2 720       | ± 1.9 %        |
| Loras College        | 31 octobre au 1er novembre | 44 %            | 38 %         | 6          | 500         | ± 4.4 %        |
| Marquette Law School | 26 au 31 octobre           | 46 %            | 40 %         | 6          | 1 225       | ± 3.5 %        |
| Remington Research   | 30 octobre                 | 46 %            | 42 %         | 4          | 1 172       | ± 2.9 %        |
| Emerson College      | 26 au 27 octobre           | 48 %            | 42 %         | 6          | 400         | ± 4.9 %        |
| Remington Research   | 20 au 22 octobre           | 46 %            | 41 %         | 5          | 1 795       | ± 2.3 %        |
| Monmouth University  | 15 au 18 octobre           | 47 %            | 40 %         | 7          | 403         | ± 4.9 %        |
| St. Norbert College  | 13 au 16 octobre           | 47 %            | 39 %         | 8          | 644         | ± 3.8 %        |
| Marquette Law School | 6 au 9 octobre             | 46 %            | 42 %         | 4          | 878         | ± 3.9 %        |
| YouGov               | 5 au 7 octobre             | 43 %            | 39 %         | 4          | 993         | ± 4.3 %        |
| Loras College        | 4 au 5 octobre             | 43 %            | 35 %         | 8          | 500         | ± 4.4 %        |
| Gravis Marketing     | 4 octobre                  | 48 %            | 40 %         | 8          | 1 102       | ± 3.0 %        |
| Emerson College      | 19 au 20 septembre         | 45 %            | 38 %         | 7          | 700         | ± 3.6 %        |
| Marquette Law School | 15 au 18 septembre         | 44 %            | 42 %         | 2          | 677         | ± 4.8 %        |
| Marquette Law School | 25 au 28 août              | 45 %            | 42 %         | 3          | 650         | ± 5.0 %        |
| Monmouth University  | 27 au 30 août              | 43 %            | 38 %         | 5          | 404         | ± 4.9 %        |
| Marquette Law School | 4 au 7 août                | 52 %            | 37 %         | 15         | 683         | ± 5.0 %        |

### Wyoming
3 grands électeurs
Républicain en 2008 (65 % - 33 %) 
 Républicain en 2012 (69 % - 28 %)
Vainqueur: Donald Trump (67 % - 22 %)